# カミーユ・ピサロ
カミーユ・ピサロ（Camille Pissarro, 1830年7月10日 - 1903年11月13日）は、19世紀フランスの印象派の画家。

## 概要
カリブ海の当時デンマーク領だったセント・トーマス島の生まれ。家業の金物屋を手伝っていたが、画家フリッツ・メルビューの誘いで1852年（22歳頃）から1854年（24歳頃）まで、島を出てベネズエラに旅行に出た（→前半生）。1855年（25歳）、画家を志してパリに出て、画塾でクロード・モネ、ポール・セザンヌといった画家と知り合った。1859年（29歳頃）にサロン・ド・パリに初入選するが、1860年代はサロンへの入選と落選を繰り返し、生活は苦しかった。当時はコローにならった画風であった。マネを中心に若手画家たちがバティニョール地区のカフェ・ゲルボワに集まり、バティニョール派と呼ばれたが、年長のピサロもこれに加わるようになった（→画塾とサロン（1860年代））。
1869年からパリ郊外のルーヴシエンヌに住み、モネ、アルフレッド・シスレー、ピエール＝オーギュスト・ルノワールと一緒に戸外制作を行ううちに、明るい色調の絵画を描くようになった。1870年の普仏戦争を避けてロンドンにわたり、画商デュラン＝リュエルと知り合った（ルーヴシエンヌ、普仏戦争（1869年-1872年））。1872年からはポントワーズに住み、田園風景を描いた。サロンへの応募はせず、デュラン＝リュエルの支援を受けて制作していたが、モネらとともに独自のグループ展を計画し1874年、第1回印象派展を開催した。しかし当時主流だったアカデミズム絵画の立場からは受け入れられず、新聞からは酷評された。その後も、印象派展は全8回開かれたが、全てに参加したのはピサロだけである。
第4回印象派展の頃から、主に風景画を描くモネ、ルノワールらの仲間と、風俗画を描くエドガー・ドガとの間でサロンへの立場など様々な問題について意見の対立が顕在化し、ピサロもその調停を試みたがグループの分裂を防ぐことはできなかった。第7回印象派展の開かれた1882年頃には、人物画を中心に描くようになった（→ポントワーズ、オニー（1872年-1884年））。1884年からは、エラニーに住んだ。
1885年、若手のジョルジュ・スーラと知り合うと、その点描の技法に感化され、1880年代後半は、周囲の不評にもかかわらず、新印象主義を追求した。最後となる第8回印象派展にスーラの『グランド・ジャット島の日曜日の午後』を出品させたのもピサロであるが、この展覧会は、印象派の終焉を象徴するものとなった。1890年代初めには、点描の限界を感じて新印象派を放棄した。晩年は眼の病気が悪化したこともあり、パリ、ルーアン、ル・アーヴル、ディエップという4都市で、ホテルの部屋などから都市の情景を描く「都市シリーズ」を多く制作している（→エラニー（1884年-1903年））。
ピサロが生涯残した油彩画作品は1316点、版画は200点余りに上る。

## 生涯

### 前半生

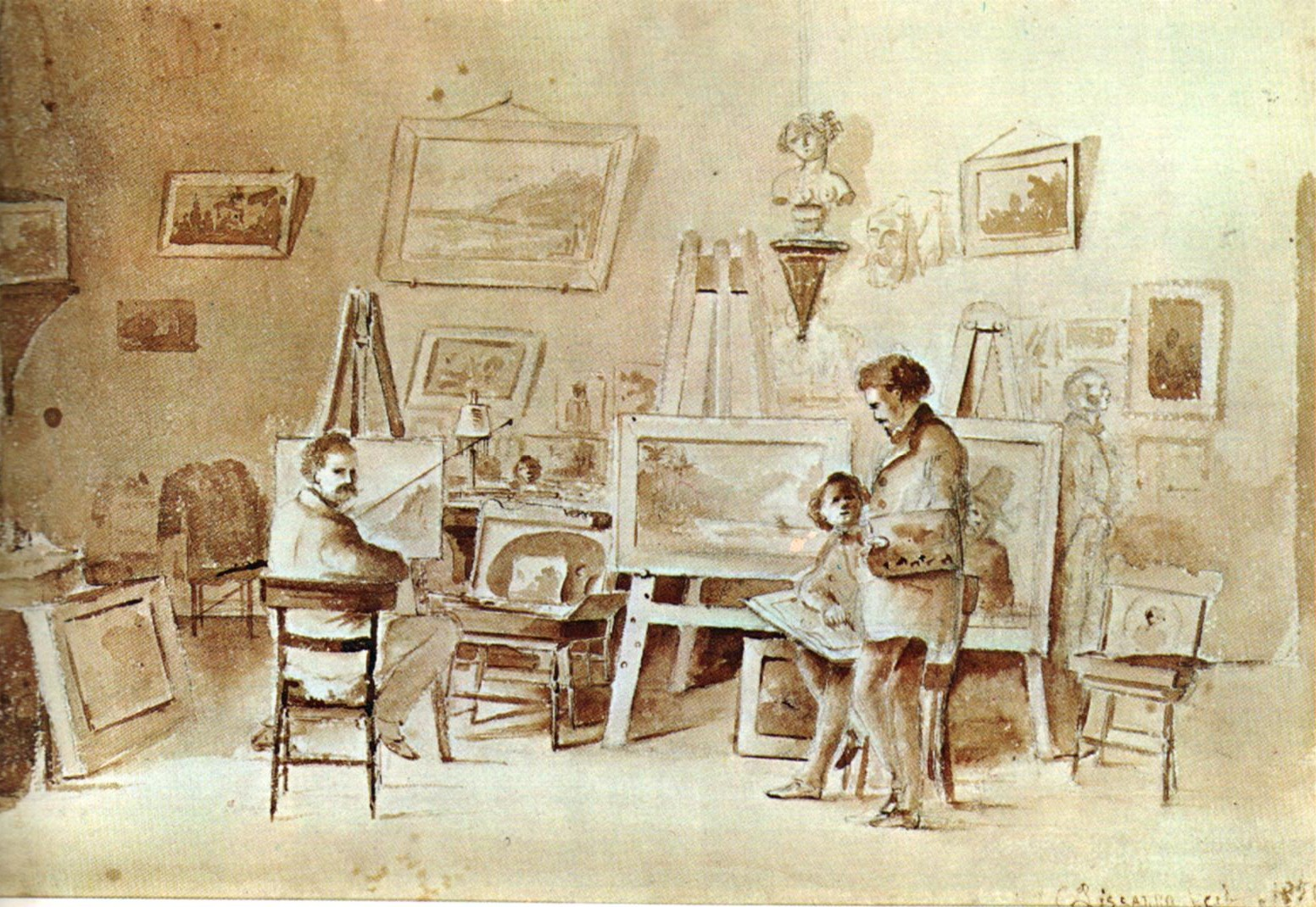
『カラカスのピサロとフリッツ・メルビューのアトリエ』1854年。

カミーユ・ピサロは1830年、カリブ海の、当時デンマーク領だったセント・トーマス島（サン＝トマ島）で生まれた。父フレデリック・アブラハム・ピサロは、ボルドー出身のユダヤ教徒で、金物屋を営んでいた。母ラシェル・マンザーナ＝ポミエは、セント・トーマス島生まれのフランス系ユダヤ人であった。カミーユ・ピサロは、4人兄弟の三男である。セント・トーマス島の首都シャーロット・アマリーのシナゴーグにカミーユ・ピサロの出生登録簿があり、そこには「ジャコブ・ピサロ」という名前で記録されている。
1842年、ピサロが12歳の時、パリに渡り寄宿学校に入った。1847年、シャーロット・アマリーに戻り家業の手伝いを始めた。1850年、港でデンマークの画家フリッツ・メルビューと知り合い、ベネズエラ行きを誘われた。そして、1852年から1854年までメルビューとともにベネズエラを旅した。この時のことを、ピサロは後に次のように回想している。

### 画塾とサロン（1860年代）
ピサロは画家を志すようになり、1855年9月、セント・トーマス島を去り再びパリに向かった。ちょうどこの時開かれていたパリ万国博覧会では、新古典主義のドミニク・アングルとロマン主義のウジェーヌ・ドラクロワが特別室を与えられていたが、ピサロは、ジャン＝バティスト・カミーユ・コロー、シャルル＝フランソワ・ドービニー、ジャン＝フランソワ・ミレーといったバルビゾン派の画家や、展覧会の審査に抗議して個展を開いていたギュスターヴ・クールベに注目した。ピサロは、コローに会いに行きアドバイスを求めている。
パリでは、アカデミックな画家たちの指導も受けたがより自由にモデルを描くことが許される画塾アカデミー・シュイスに通うようになった。1859年にはクロード・モネが、1861年にはポール・セザンヌやアルマン・ギヨマンが上京してきて、同様にアカデミー・シュイスで学び始めており、ピサロはこの頃彼らと知り合ったと思われる。また、ピサロは、パリ郊外のモンモランシーやラ・ロッシュ＝ギヨンに出かけて制作し、フランシスコ・オラー（プエルトリコ出身）、アントワーヌ・ギュメ、デイヴィッド・ヤコブセン（デンマーク出身）など仲間の画家と一緒に制作することもあった。
1859年のサロン・ド・パリに、『モンモランシーの風景』が初入選した。カタログには、フリッツ・メルビューの兄であるアントン・メルビューの弟子として登録した。両親は、彼が経済的に自立できると思って喜んだが、実際には彼は40歳を過ぎるまで仕送りを受け続けることになった。実際、サロンでは特に注目されることもなく、友人ザカリー・アストリュクが、サロン評で、よく描けていると言及した程度であった。
ピサロの両親もパリに移住してきたが、その家でブルゴーニュ地方出身の農家の娘ジュリー・ヴレーが使用人として働き始め、ピサロは彼女と関係を持つようになった。両親は、身分が低い上にカトリック教徒であるジュリーとの交際に反対し、ジュリーを解雇した。2人の間には、1863年2月20日、第1子（長男）リュシアン・ピサロが生まれた。パリの家賃は高かったため、ピサロたちはラ・ヴァレンヌ＝サン＝モールやラ・ヴァレンヌ＝サン＝ティレール（現サン＝モール＝デ＝フォッセ）で生活することもあった。また、裕福な家の出の画家ルドヴィック・ピエトがフランス西部のモンフーコーに持つ所有地に滞在させてもらうこともあった。
1863年のサロンには落選し、エドゥアール・マネの『草上の昼食』をめぐるスキャンダルで有名になる落選展に、ピサロも3点の風景画を出展した。当時の作品は、コローの影響を強く受けたものであった。この頃、モネを通じて、シャルル・グレールの画塾に集まっていたアルフレッド・シスレー、フレデリック・バジール、ピエール＝オーギュスト・ルノワールと知り合った。
1864年のサロンには、「アントン・メルビューとコローの弟子」として応募し『マルヌ川のほとり』と『カシャラの道、ラ・ロッシュ＝ギヨン』を入選させた。1865年のサロンには、審査員ドービニーの支持により、『シュヌヴィエール、マルヌ川のほとり』と『水辺』を入選させた。この年1月、ピサロの父フレデリックが亡くなった。
1866年のサロンには、「アントン・メルビューの弟子」として応募し、『マルヌ川のほとり、冬』を入選させた。この頃、セザンヌから友人エミール・ゾラの紹介を受けたが、ゾラは、ピサロのサロン入選作について次のように評した。
1866年5月18日には、第2子（長女）ジャンヌ＝ラシェル（通称ミネット）が生まれ、生活は更に苦しくなった。1867年のサロンには落選したが、1868年のサロンにはドービニーの支持により『ジャレの丘』と『エルミタージュ』を入選させた。この時期、サロンの審査委員の選び方は毎年のように改編され、審査委員が保守的なアカデミー会員で占められる年は審査基準も保守化するのに対し、ドービニーやコローなどバルビゾン派の画家が審査委員に選ばれると、新古典主義に属しない前衛的な画家にも寛容な審査となり、画家たちは翻弄された。
この頃、パリではマネを中心にバジール、ルノワール、ドガ、ファンタン＝ラトゥール、フェリックス・ブラックモン、モネ、セザンヌといった画家や、ゾラ、ザカリー・アストリュク、ルイ・エドモン・デュランティ、テオドール・デュレといった批評家が、バティニョール地区のカフェ・ゲルボワに集まっていて、「バティニョール派」と呼ばれていた。ピサロも、この集まりに顔を出した。ピサロはグループの中で最年長であり、仲間から尊敬を受けていた。無政府主義者で政治的な意見は過激であったが、人柄は温和で人から憎まれることはなかった。

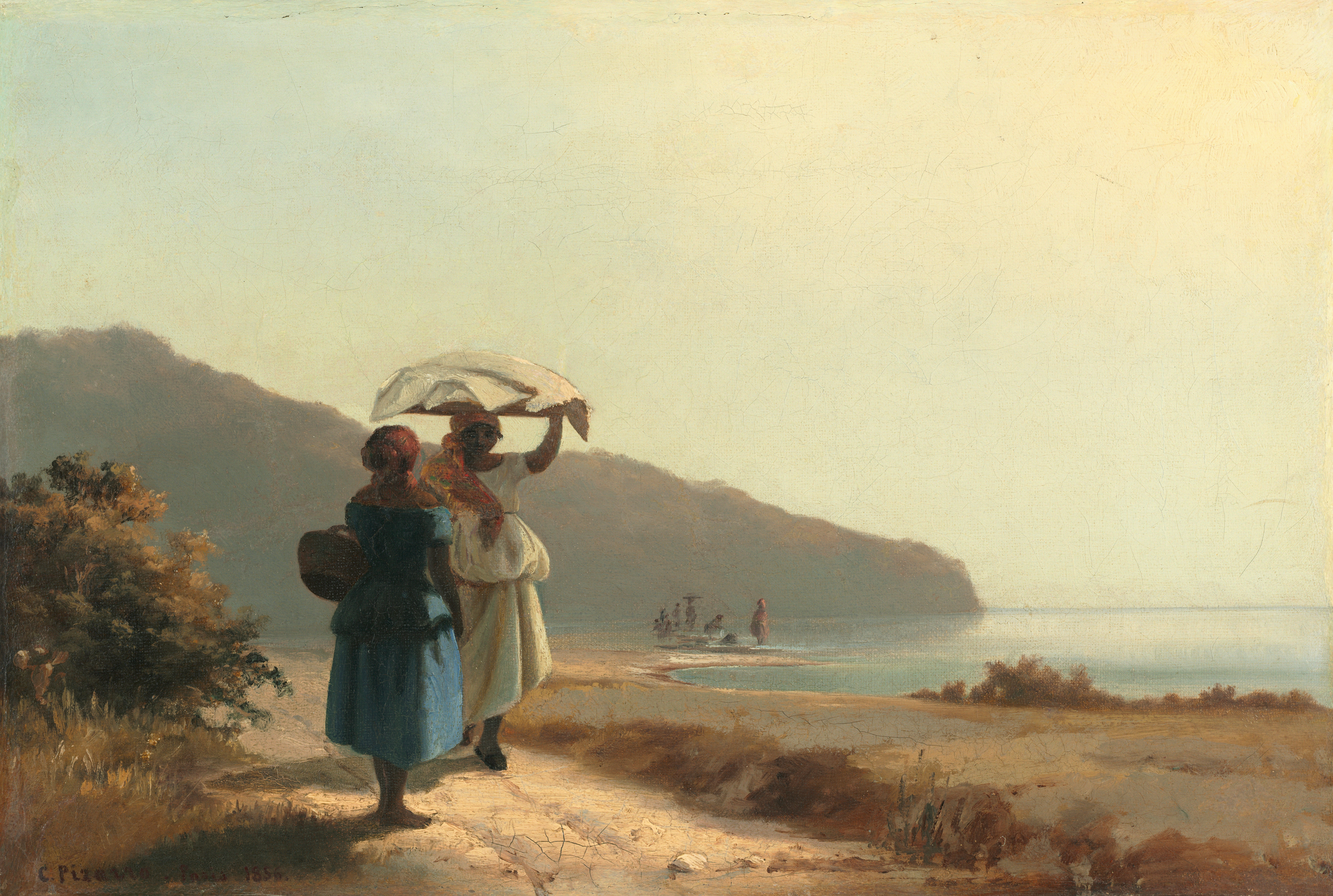
『セント・トーマス島の海岸で話をする2人の女』1856年。油彩、キャンバス、27.7 × 41 cm。ナショナル・ギャラリー（ロンドン）[21]。
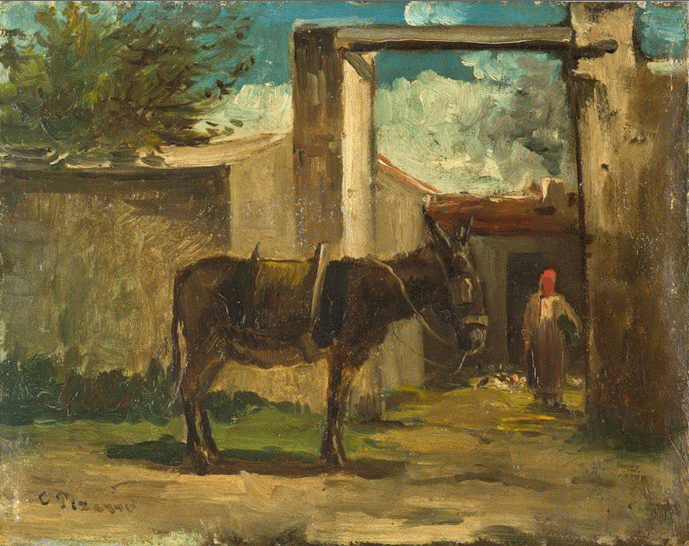
『モンモランシーの風景』1859年頃。油彩、木、21.5 × 27.2 cm。オルセー美術館[22]。この頃までPizarroという綴りで署名していた[9]。
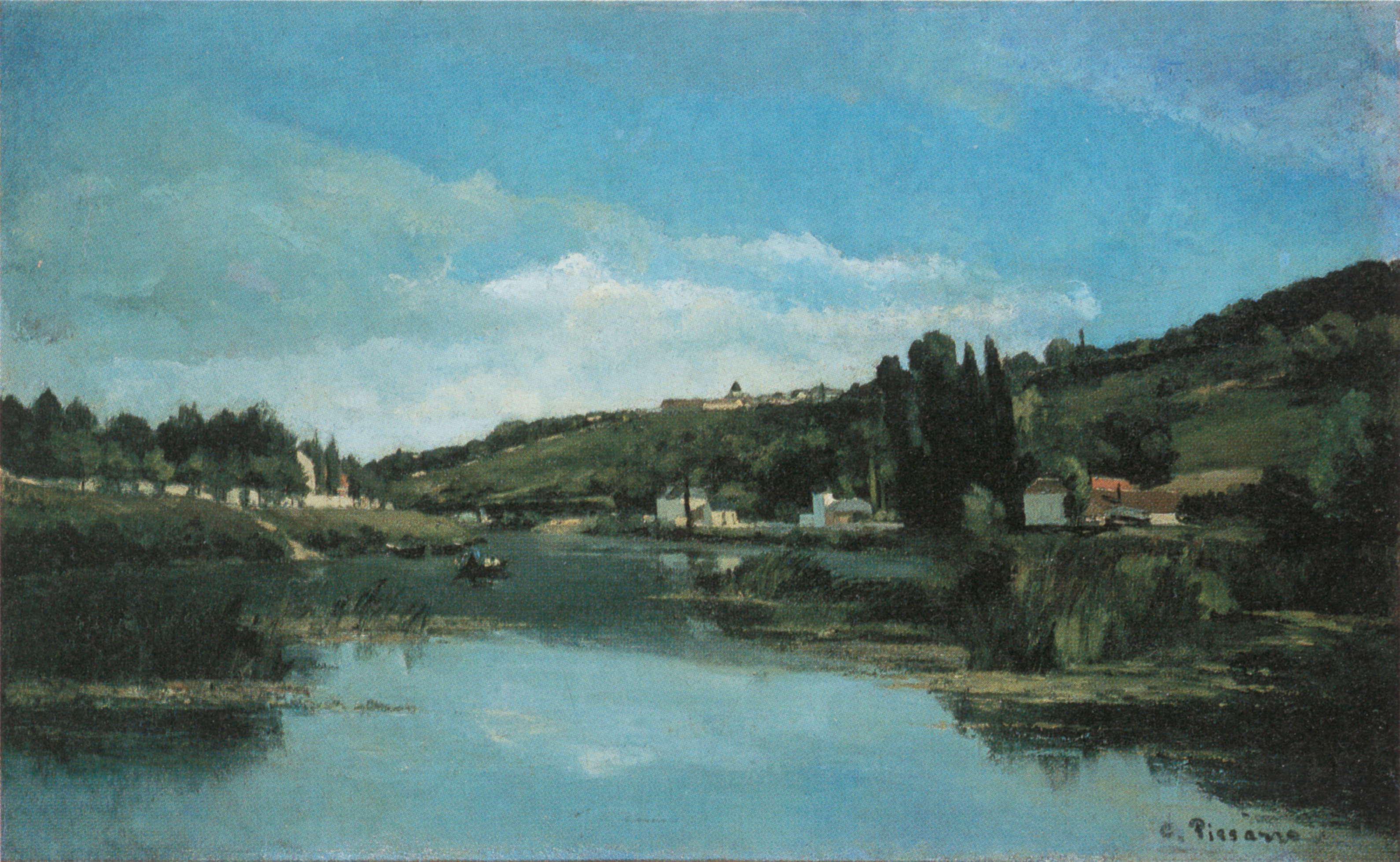
『シュヌヴィエール、マルヌ川のほとり』1864-65年頃。油彩、キャンバス、91.5 × 145.5 cm。スコットランド国立美術館[23]。
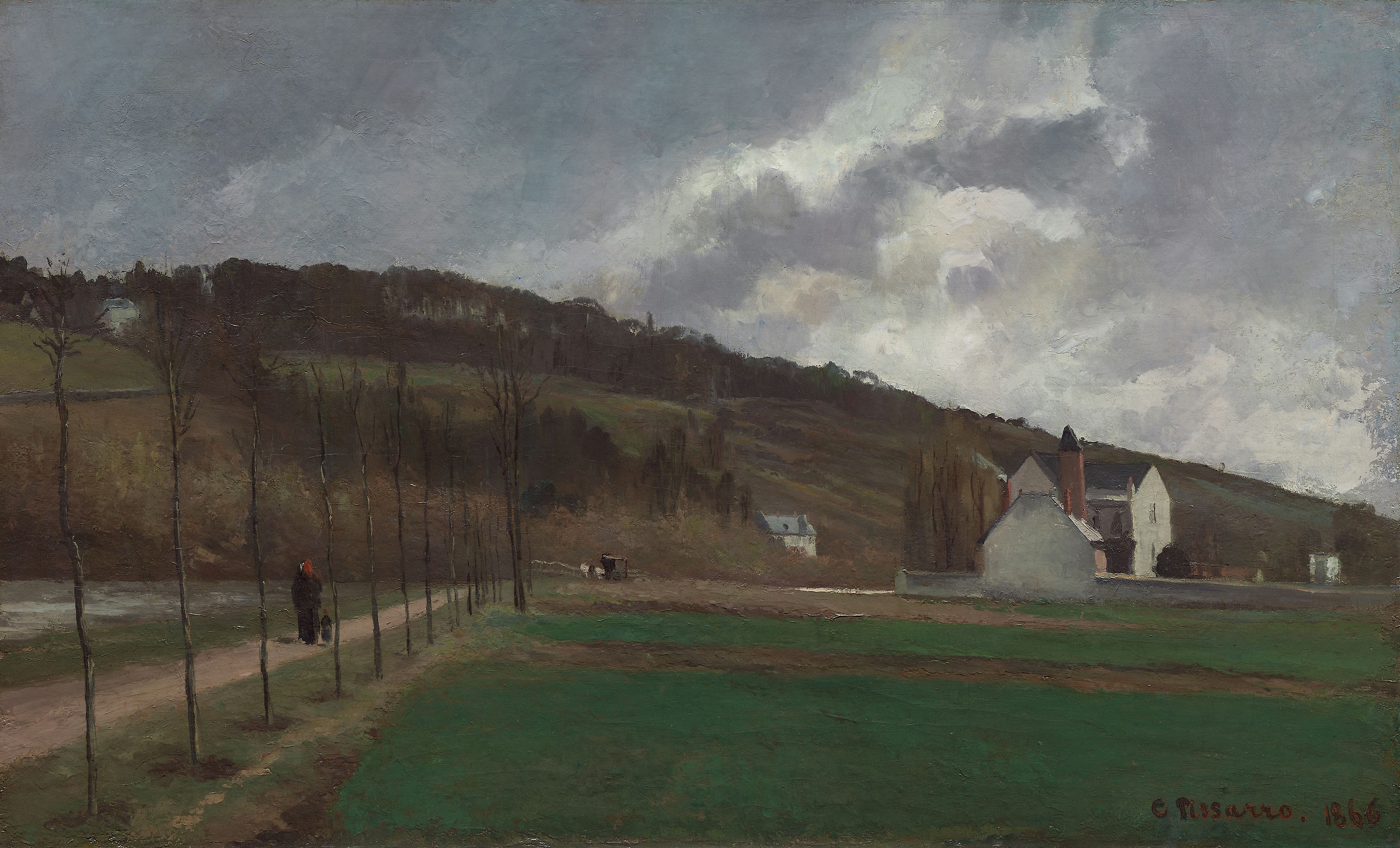
『マルヌ川のほとり、冬』1866年。油彩、キャンバス、91.8 × 150.2 cm。シカゴ美術館[24]。
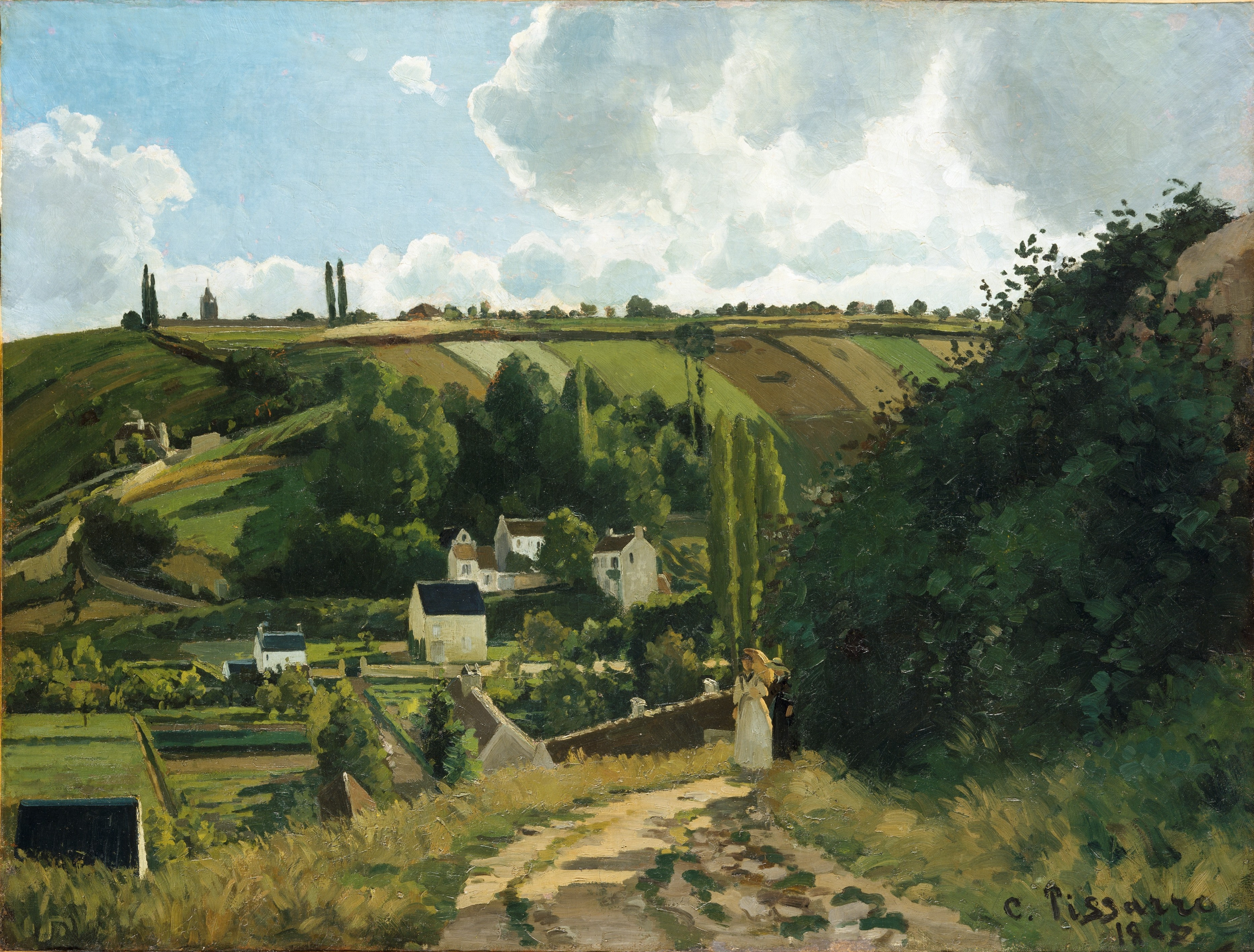
『ジャレの丘』1867年。油彩、キャンバス、87 ×　114.9 cm。メトロポリタン美術館（ニューヨーク）[25]。

### ルーヴシエンヌ、普仏戦争（1869年-1872年）
1869年春から1872年まで、ピサロはパリ郊外のルーヴシエンヌに住んだ。当時、ルーヴシエンヌは落ち着いた保養地であり、文学者や画家、中産階級が散策したり、別荘を持ったりする土地であった。同じ頃、モネ、シスレー、ルノワールもルーヴシエンヌや近くのブージヴァルに住んでおり、ピサロは彼らと一緒に戸外で制作した。この頃からコロー風の画風から変化し、色調が明るくなり、絵具の塗り方は薄くなった。
1869年のサロンでは、『エルミタージュ』が入選したが壁の高いところに展示され注目はされなかった。1870年のサロンでは、『秋』と『風景』の2点が入選した。これがピサロにとって最後のサロンとなった。
1870年、普仏戦争が始まり、ピサロ一家は12月ロンドンに逃れた。モネも同じくロンドンに避難していた。ロンドンでは、ドービニーから画商ポール・デュラン＝リュエルを紹介され、以後、デュラン＝リュエルはピサロやモネ、その他の印象派の画家たちにとって重要な取引相手となる。ピサロは、モネとともにイギリスの風景画家ターナーやコンスタブルの絵を研究した。1871年6月14日、ピサロはジュリーと正式に結婚した。同月末、一家はルーヴシエンヌに戻ったが、自宅はプロイセン軍に荒らされており自宅に残していた作品も破壊されていた。11月22日、第4子（二男）ジョルジュ＝アンリが生まれた（第3子は夭逝）。

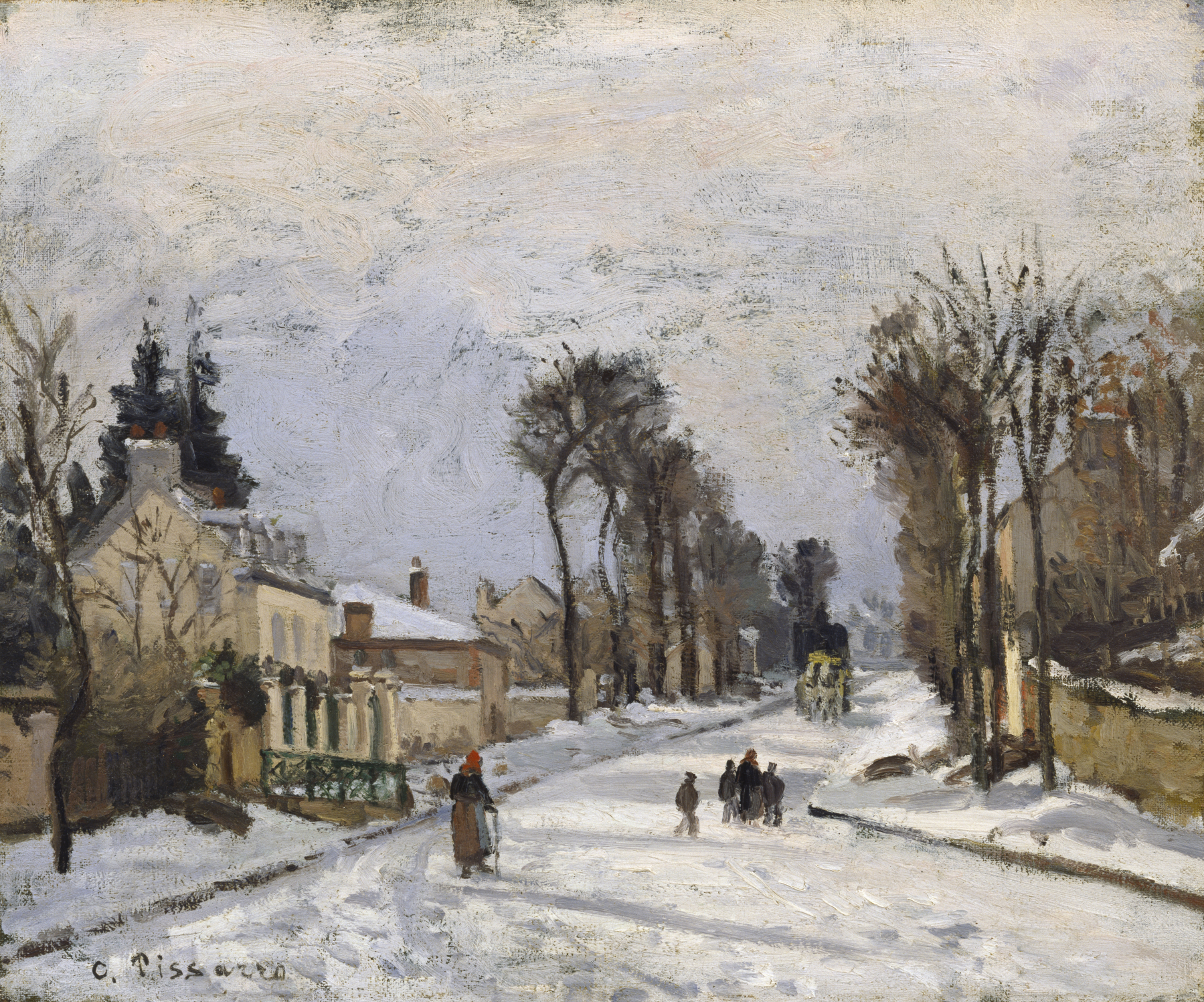
『ルーヴシエンヌのヴェルサイユに向かう道』1869年。油彩、キャンバス、38.4 × 46.3 cm。ウォルターズ美術館（ボルチモア）[30]。
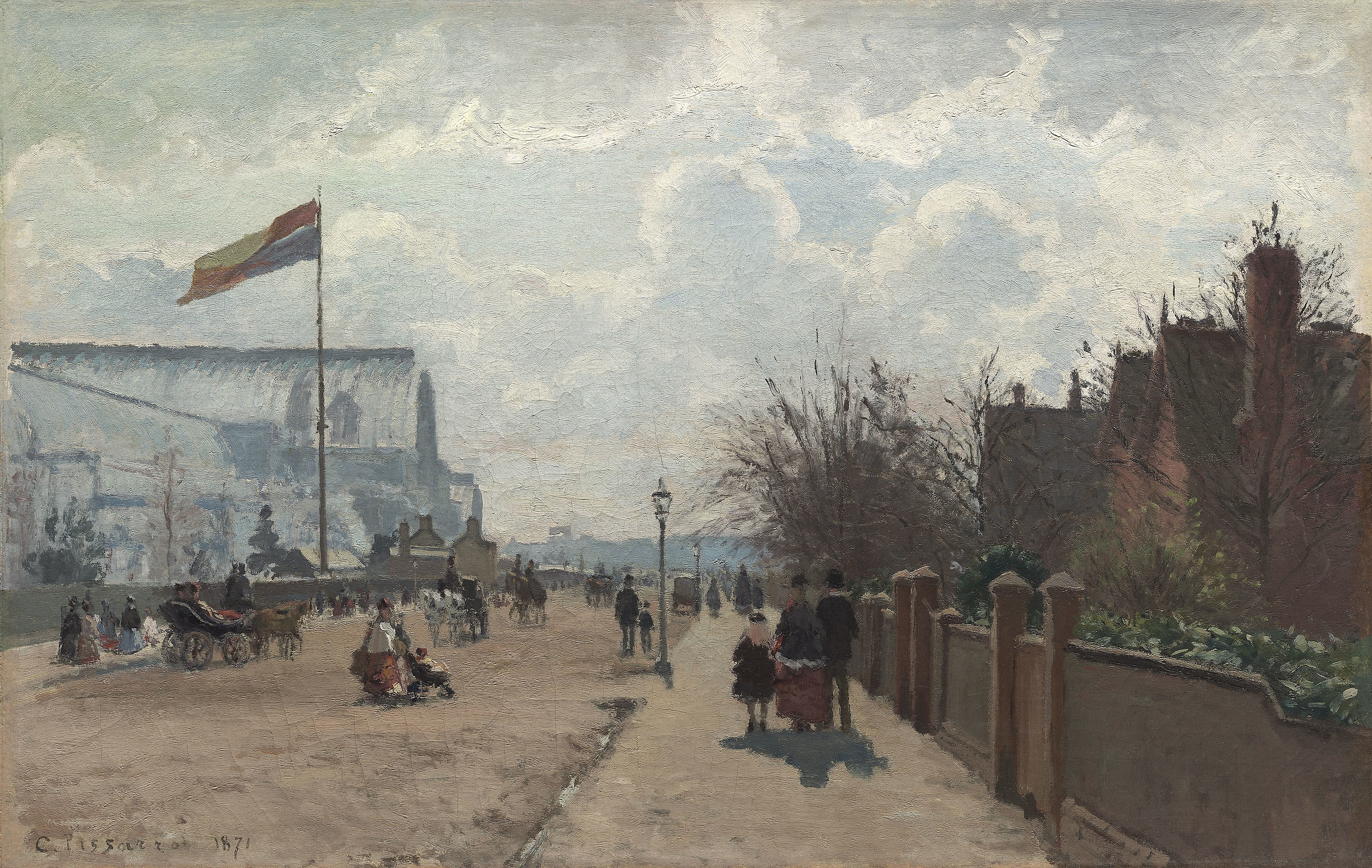
『クリスタル・パレス』1871年。油彩、キャンバス、47.2 × 73.5 cm。シカゴ美術館[31]。
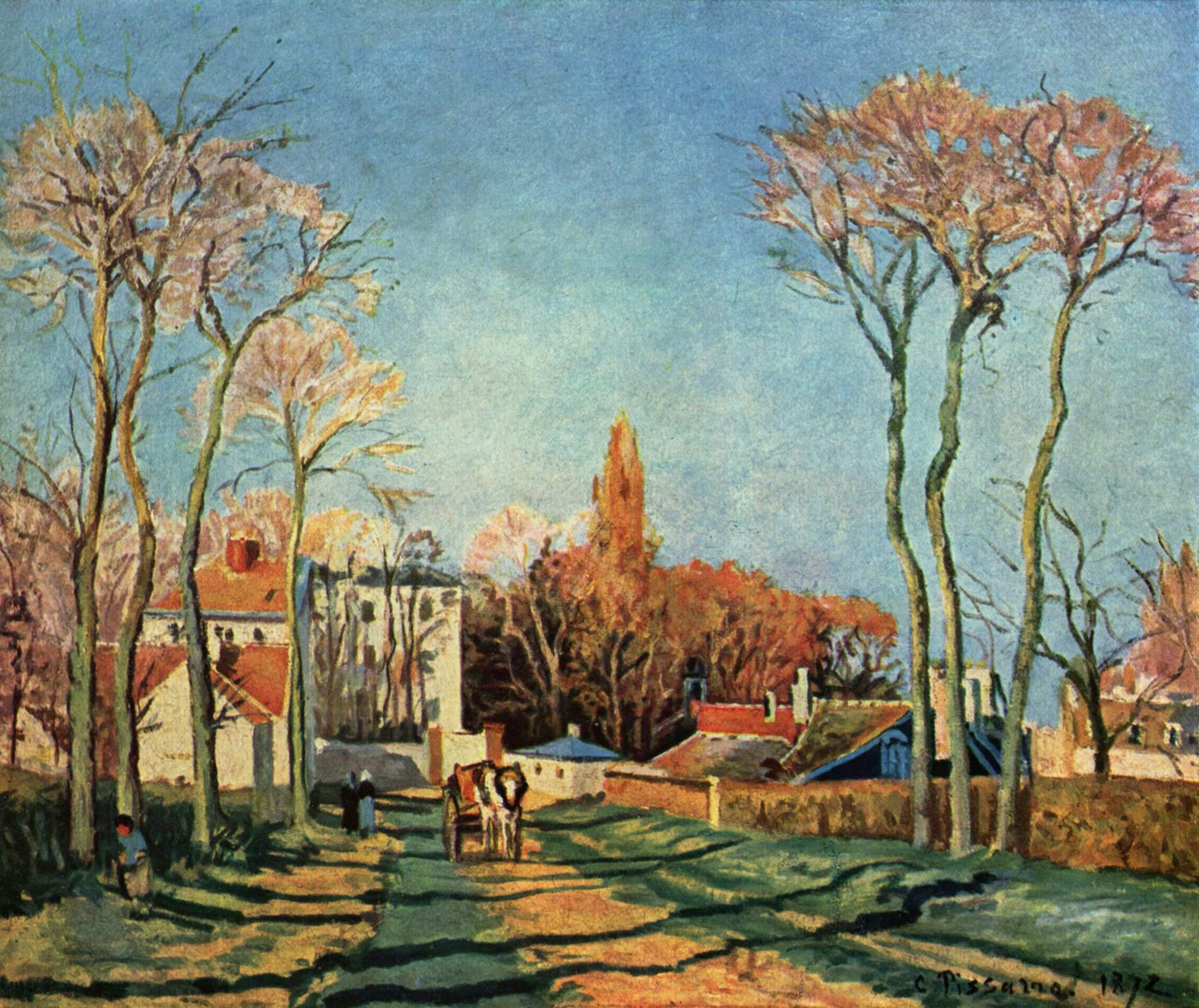
『ヴォワザン村の入口』1872年。油彩、キャンバス、46 × 55.5 cm。オルセー美術館[32]。

### ポントワーズ、オニー（1872年-1884年）

#### 第1回印象派展まで

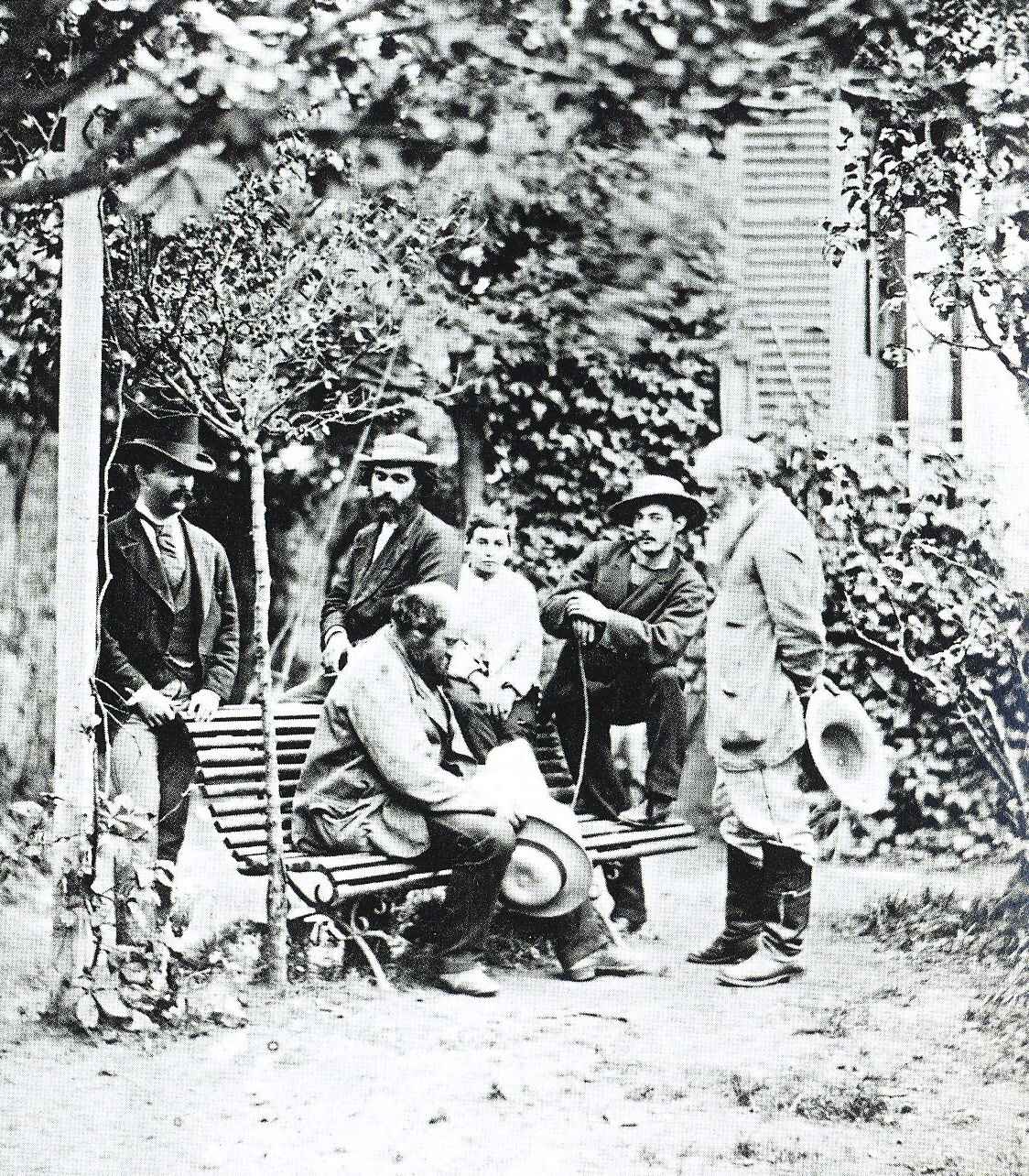
ピサロ（右端）のポントワーズの家に集まるセザンヌ（ベンチ上）ら画家仲間。

ピサロは、1872年4月から1882年末までオワーズ川のほとり、ポントワーズのエルミタージュ地区に住んだ。ここで畑を耕す農民や、道を行き交う人々、市場の様子など、田園の日常の姿を描いていった。デュラン＝リュエルがモネ、ピサロやその仲間の絵を購入してくれたことにより、生活は初めて安定した。デュラン＝リュエルの帳簿には、1872年にはピサロに5900フラン、1873年には5300フランが支払われたことが記されており、普通の労働者の平均年収をはるかに超える額であった。ピサロは1873年2月、テオドール・デュレに「デュラン＝リュエルはよく頑張っています。私達も様々な意見に悩まされることなく、前進していかなければならないでしょう。」という一節がある。
ポントワーズでは、ピサロの周辺にギヨマン、ピエット、オラー、ポール・ゴーギャン、セザンヌといった画家たちが集まってきた。中でも、ピサロはセザンヌの才能を認め、イーゼルを並べて制作するうちに互いに影響しあった。セザンヌは後にピサロについて、「私にとって、父親のような存在だった。相談相手で、神のような人だった」と述べている。
ピサロは第三共和政に入って最初の1872年のサロンと、1873年のサロンに、モネ、シスレー、ドガとともに、応募しなかった。

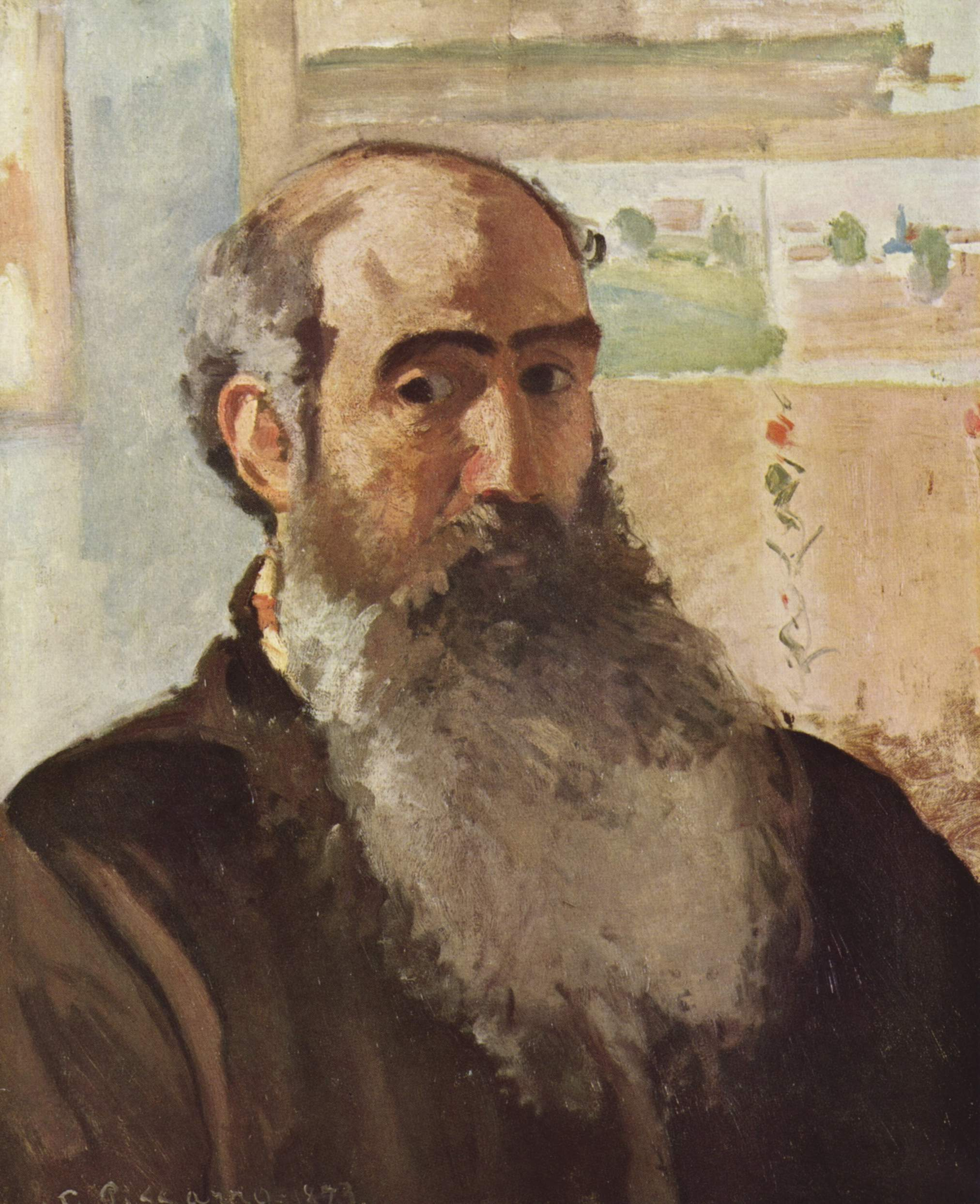
『自画像』（1873年）。

1873年4月頃から、モネとピサロを中心にグループ展の構想が具体化し始め、ピサロはエドゥアール・ベリアールなど仲間の画家たちを勧誘していった。ピサロは夏から秋にかけて、ポントワーズのパン屋の組合の条項を基に組織の規約を起草した。ピサロの草案は、民主的なものであり、組織は参加者の入会金で運営され、参加者は平等の権利を有することとされた。禁止条項や罰則も提案したようである。ただ、いくつかの点でモネやルノワールの反対を受け、長期間にわたり議論を続けている。1874年1月17日、「画家、彫刻家、版画家等の芸術家の共同出資会社」の規約が発表された。審査も報奨もない自由な展覧会を組織することなどを目標として掲げ、その設立日は1873年12月27日とされている。参加者は、絵の売却収入の10分の1を基金に入れること、展示場所は1作品ごとにくじで決めることが合意された。ピサロは、モネとともに、運営委員の1人に指名されている。エドガー・ドガは、ピサロやモネと芸術的傾向がかなり異なっていたが、守旧的なサロンから独立した展覧会を開くという構想に共鳴し、参加した。ピサロはポントワーズの画家仲間に参加を勧め、特に、セザンヌの参加を強く主張した。他方、バティニョール派の中心人物マネは、セザンヌと関わりたくないことを口実に、参加しなかった。ピサロは、2月、友人テオドール・デュレから、私的な展覧会で発表しても公衆に知ってもらうことはできないので、グループ展ではなくサロンに応募すべきだと忠告する手紙を受け取ったが、グループ展参加の決意を変えることはなかった。
そして、サロン開幕の2週間前である同年4月15日に始まり、5月15日までの1か月間、パリ・キャピュシーヌ大通りの写真家ナダールの写真館で、この共同出資会社の第1回展が開催された。後に「第1回印象派展」と呼ばれる歴史的展覧会であり、画家30人が参加し、展示作品は合計165点ほどであった。ピサロは、第1回印象派展に『果樹園』、『白い霜』など5点を出品した。
第1回展の開会後間もない4月25日、『ル・シャリヴァリ』紙上で、評論家のルイ・ルロワがこの展覧会を訪れた人物が余りにひどい作品に驚きあきれる、というルポルタージュ風の批評「印象派の展覧会」を発表した。その中で、ルロワはピサロの『白い霜』を取り上げ、登場人物に「汚いキャンバスの上に、パレットの削り屑を一様に置いているだけでしょう。」と語らせている。第1回印象派展は、経済的には失敗で、共同出資会社は、同年12月に債務清算のため解散した
ピサロは、テオドール・デュレに「展覧会はうまくいき、成功した。しかし、批評家たちは我々を批判し、研究をしていないと罵る。私は研究に立ち戻ることにする。何も学ぶものがない彼らの言葉を読むよりは、ずっとましだから。」と書き送っている。なお、ピサロは、この年4月6日に第2子ミネット（9歳）を亡くし、7月24日には第5子（三男）フェリックス・ピサロが生まれた。

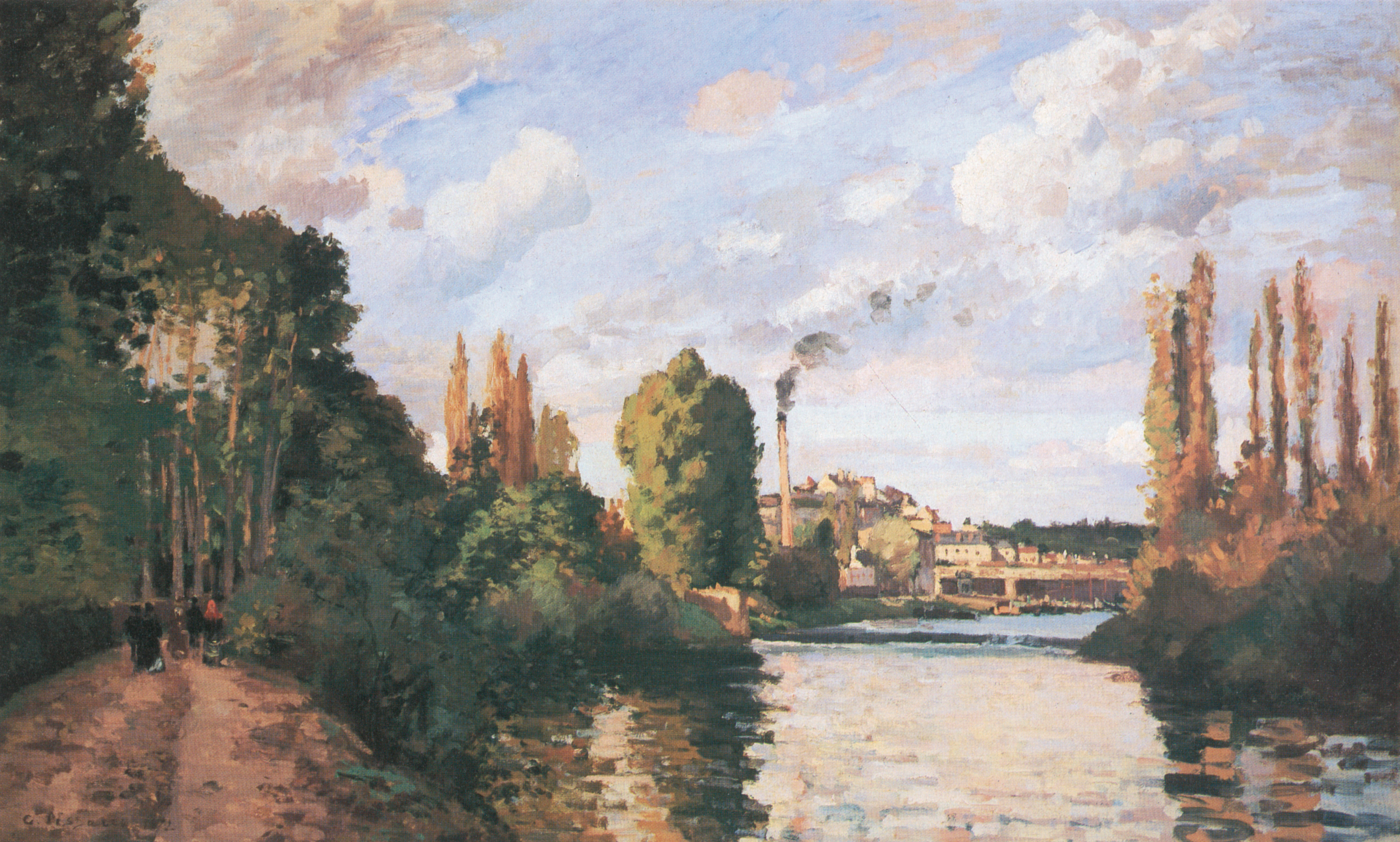
『ポントワーズのオワーズ川のほとり』1872年。油彩、キャンバス、35 × 91 cm。個人コレクション。
『果樹園』1872年。油彩、キャンバス、45.1 × 54.9 cm。ナショナル・ギャラリー（ワシントンD.C.）[53]。第1回印象派展出品。
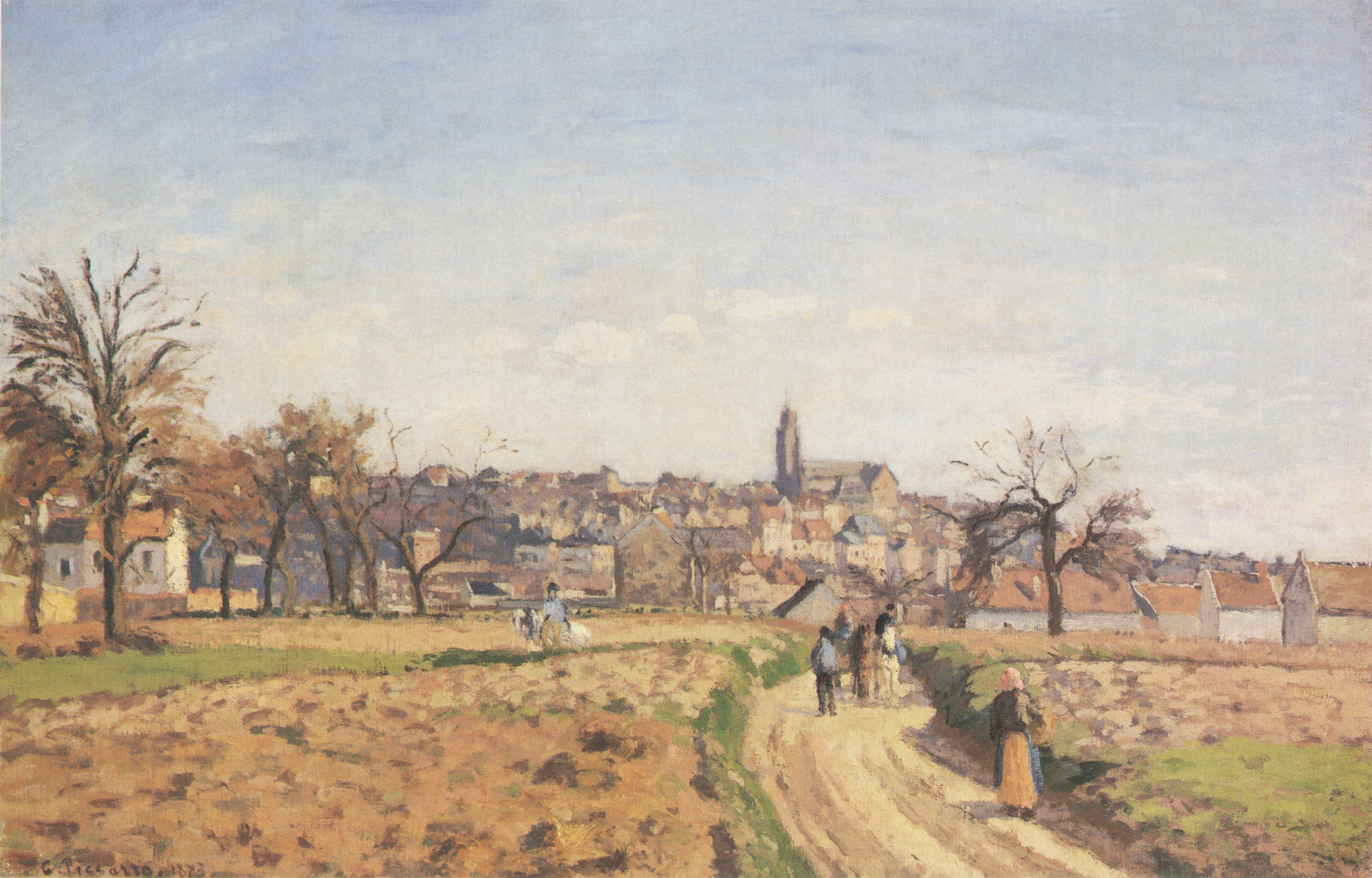
『ポントワーズの眺め』1873年。油彩、キャンバス、55 × 81 cm。個人コレクション。
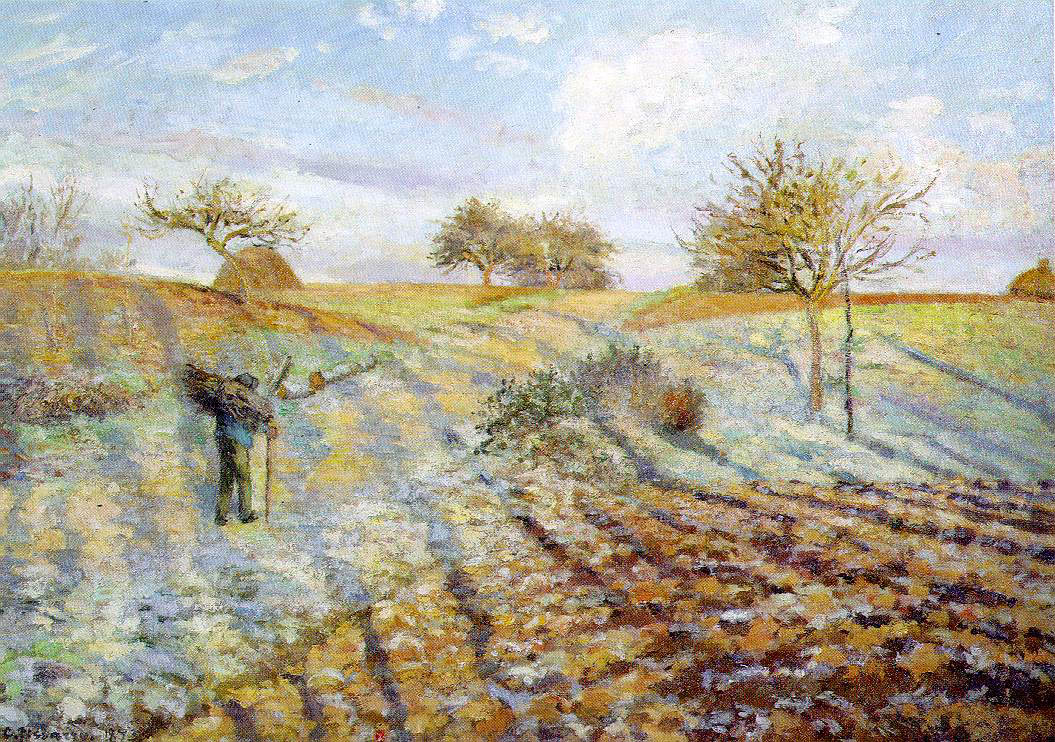
『白い霜』1873年。油彩、キャンバス、65.5 × 93.2 cm。オルセー美術館[54]。第1回印象派展出品。

#### 第2回・第3回印象派展

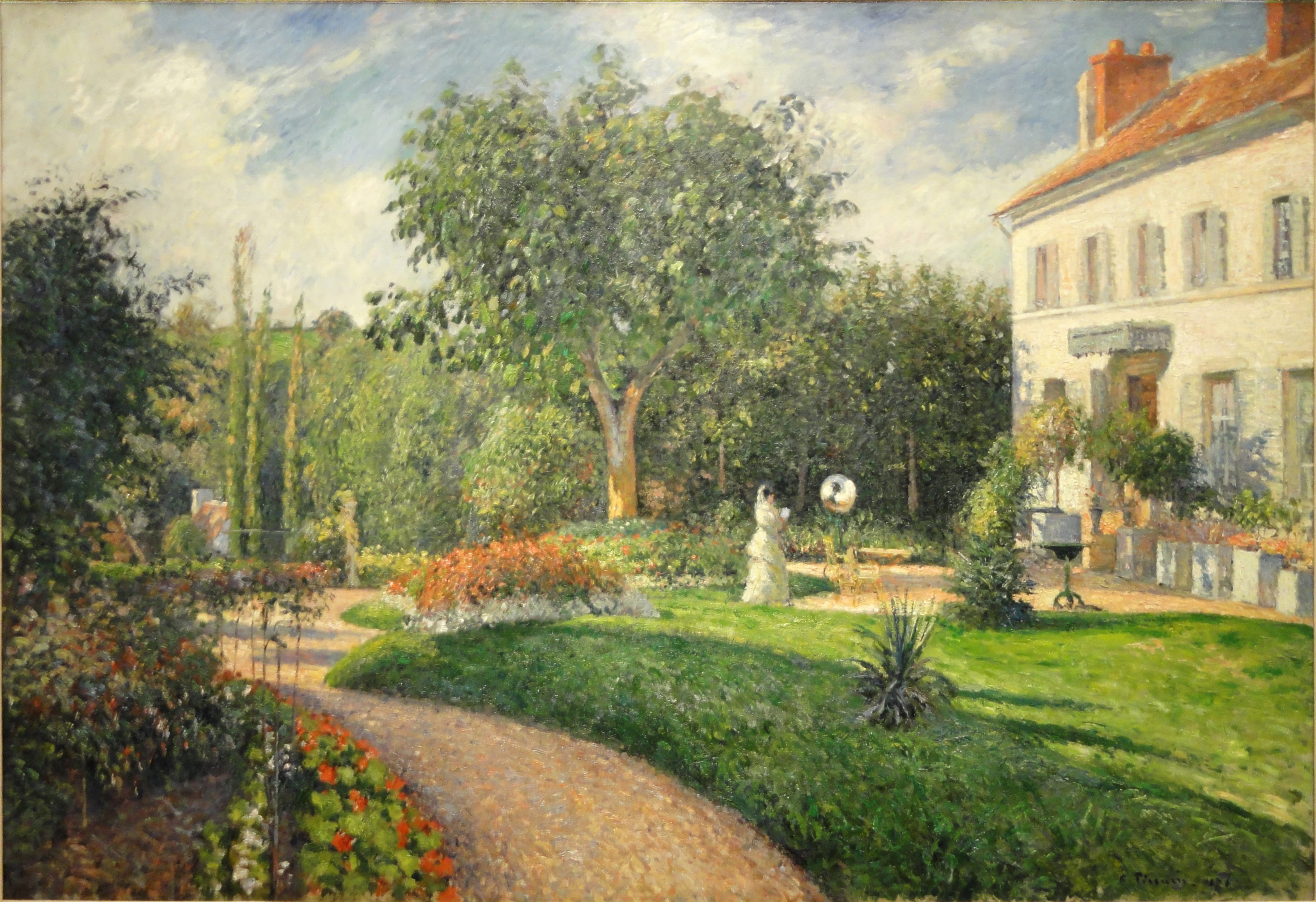
『マチュランの庭、ポントワーズ』1876年。油彩、キャンバス、113.35 × 165.42 cm。ネルソン・アトキンス美術館。第3回印象派展出品。
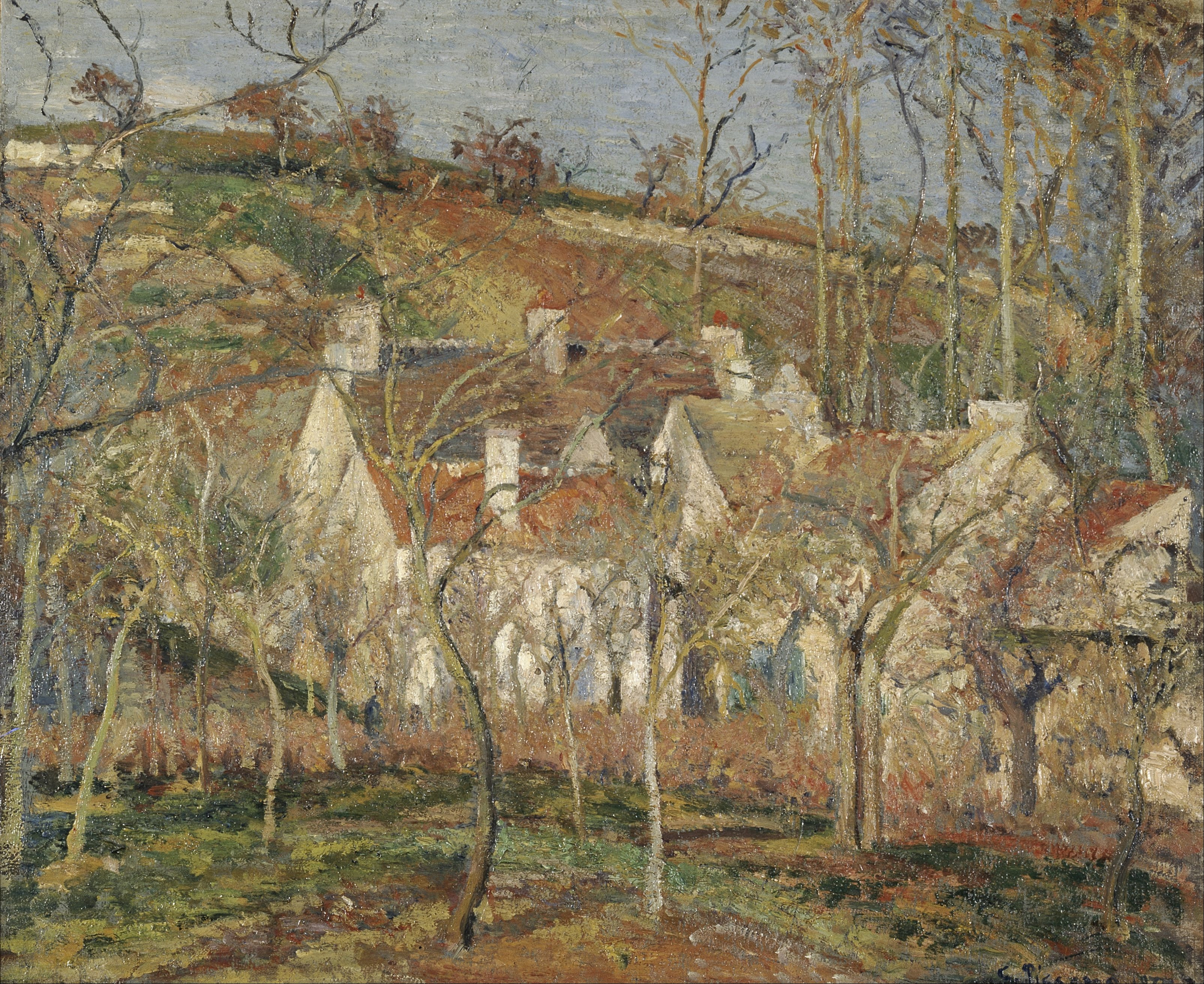
『赤い屋根、ポントワーズのサン＝ドニの丘、冬の効果』1877年。油彩、キャンバス、54 × 65 cm。オルセー美術館。第3回印象派展出品。

第1回印象派展の頃から、デュラン＝リュエルは資金難に陥りピサロの作品の購入も中断してしまった。ピサロはアマチュア画家ウジェーヌ・ミュレや親友テオドール・デュレの支援を頼りにし、モンフーコーのピエット宅にもしばしば滞在した。
1876年、第2回印象派展がデュラン＝リュエルの画廊で開かれた。ピサロはテオドール・デュレの助言に従って出品数を増やし、ポントワーズとモンフーコーの風景画12点を出品した。この時も、印象派は批評家からの酷評を浴びた。権威ある批評家アルベール・ヴォルフは、「パリ暦」と題する文章で印象派を酷評した上、ピサロについて次のように書いた。
ヴォルフがピサロを最初に取り上げているのは、ピサロをグループの首謀者だと見ていたからだと考えられる。他方、ゾラやミュレは、ピサロを称賛する論評を発表した。
ピサロは経済的にますます苦しくなり、パリの家を手放した。ポントワーズの家も差押えを受けそうになったが、ギュスターヴ・カイユボットの支援のおかげで、これを免れた。より簡単に売れる陶製タイルに絵を描いたりもした。

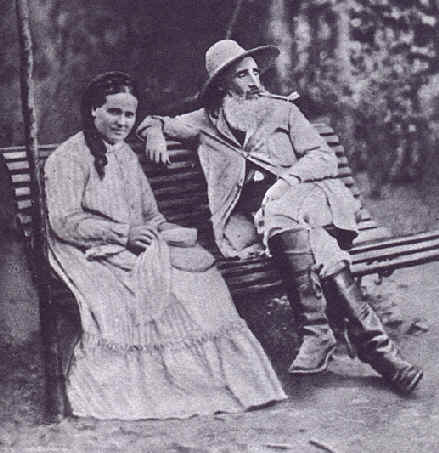
ピサロと妻ジュリー（ポントワーズ、1877年）。

1877年、第3回印象派展が開かれた。カイユボットが中心となって推進し、ドガ、モネ、ピサロ、ルノワール、シスレー、モリゾ、セザンヌが賛同した。もっとも、ピサロ、セザンヌ、ギヨマンは、当初「連合（リュニオン）」という反ブルジョア色の強い組織の展覧会に参加しようとしていたが、これを取りやめて、印象派展に参加したようである。都市風俗画を重視するドガは、「印象派」という名称を使うことに強く反対したが、ピサロを含む画家たちの主張により、初めて「印象派画家たちの展覧会」と名乗ることになり、路線の対立が顕在化した。ピサロは、支援者ピエットを印象派展に招待した。ピサロ自身は、ポントワーズとモンフーコーの風景画22点を出品した。医師ジョルジュ・ド・ベリオが、ピサロの主要作品『マチュランの庭、ポントワーズ』を購入した。批評家ジョルジュ・リヴィエールは、美術雑誌「印象派の画家」の4月14日号で、ピサロを高く評価する論評を発表した。
ピサロは同年5月28日、ルノワール、シスレー、カイユボットとともに競売場オテル・ドゥルオで、14点を競売に出したが、落札額は50から260フランにとどまり、失敗に終わった。ミュレはピサロを助けようと肖像画を注文し、自分の営む菓子店で福引の1等の景品にしたが、1等を引いた女中は、絵をケーキと交換してほしいと言ったという。この年には、再びセザンヌとキャンバスを並べて制作している。
テオドール・デュレは1878年5月、『印象派の画家たち』と題する小冊子を出版し、モネ、シスレー、ピサロ、ルノワール、ベルト・モリゾの5人を印象派グループの先導者として選び出し、解説を書いた。
ピサロの生活がますます苦しくなる中、妻のジュリーが1878年11月21日、第6子（四男）リュドヴィク＝ロドルフを産んだ。
- 『マチュランの庭、ポントワーズ』1876年。油彩、キャンバス、113.35 × 165.42 cm。ネルソン・アトキンス美術館[67]。第3回印象派展出品。
- 『赤い屋根、ポントワーズのサン＝ドニの丘、冬の効果』1877年。油彩、キャンバス、54 × 65 cm。オルセー美術館[68]。第3回印象派展出品。

#### 印象派の分裂
第3回印象派展の後、グループ内での意見対立がはっきりしてきた。特に印象派展の売れ行きが思わしくない中、サロンに応募するか否かという点は深刻な問題となった。ルノワールが1878年にサロンに応募したことは、他の画家にも影響を与えた。ピサロは1878年3月、カイユボット宛の手紙でセザンヌのサロン応募の可能性に触れ、「残念なことだが、やがて完全なグループの崩壊が起きることを予想しておかなければならない。……もし最高の画家たちが抜けてしまったら、私たちの芸術家組合はどうなるのでしょう？」と懸念を述べている。
1879年、第4回印象派展が開かれた。この時は、ドガの主張によりサロンに応募する者は参加させないこととされ、展覧会の名称も「独立派（アンデパンダン）展」とされた。ルノワール、シスレー、ベルト・モリゾ、セザンヌは、印象派展への参加を見送ったが、モリゾ以外の3人の不参加の理由は、サロンへの応募だった。他方、ドガとピサロは、ポール・ゴーギャンを誘った。ピサロ自身は、38点を出品した。日本美術に傾倒していたドガは、参加者に扇面図を描くよう求め、ピサロとジャン＝ルイ・フォランだけは扇面図の出品に応じた。
この年の夏、ゴーギャンがポントワーズのピサロのところを訪ねた。ピサロはゴーギャンの才能を認め、ゴーギャンに助言と励ましを与えた。
1880年、第5回印象派展が開かれた。この時もドガが中心となって開催され、前回離脱したルノワール、シスレー、セザンヌに加え、新たにサロンに応募したモネも、グループ展から離脱した。ピサロは9点のエッチングを出品した。当時、ドガが版画だけで構成された雑誌『昼と夜』を計画し、ピサロもこれに賛同し版画の新しい技法を試みたが、雑誌の計画は資金不足で頓挫した。
この年、銀行から融資を受けることができたデュラン＝リュエルが、再びピサロの作品を購入するようになった。
1881年、第6回印象派展が開かれた。この時、カイユボットとドガの対立が激しくなり、カイユボットはピサロへの手紙でモネ、ルノワール、シスレー、セザンヌらを呼び戻すとともに、ドガが連れてくる仲間を外すべきだと主張した。しかし、ピサロはドガを擁護した。結局、カイユボット自身がグループ展から外れ、ピサロ陣営6人とドガ陣営8人（メアリー・カサットは両方に所属）の13人で開催されることになった。ピサロは28点を出品した。『3月のシューの小道』は評価が高かったが、『ロシュシュアール大通り』のパステル画は評判が悪かった。この年8月27日、ポントワーズで、第7子（三女）ジャンヌ＝マルグリットが生まれた。セザンヌやゴーギャンは再びピサロのところで制作しており、ゴーギャンは、ピサロやセザンヌから影響を受けた。

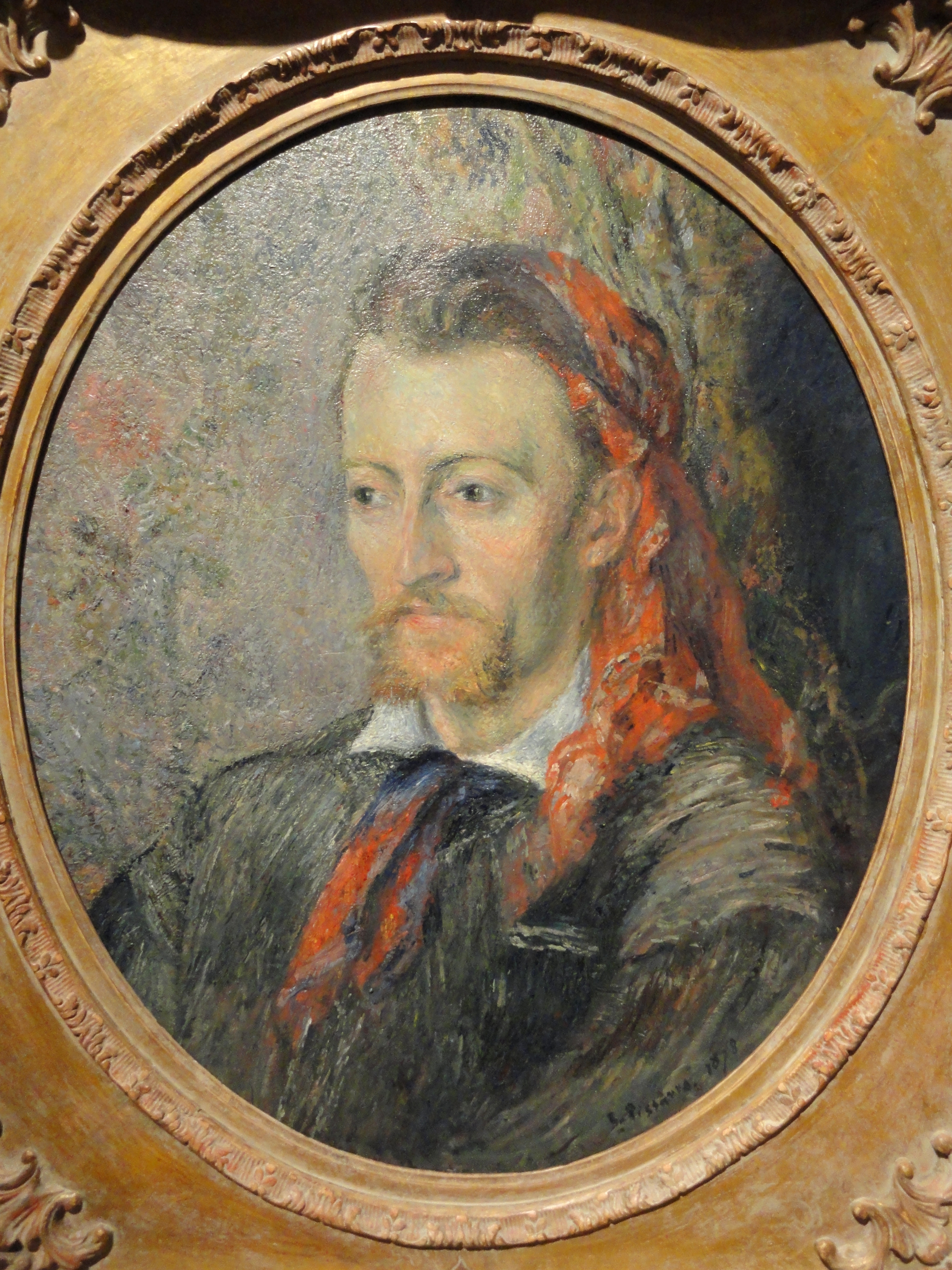
『ウジェーヌ・ミュレの肖像』1878年。油彩、キャンバス、64.4 × 54.3 cm。スプリングフィールド美術館。
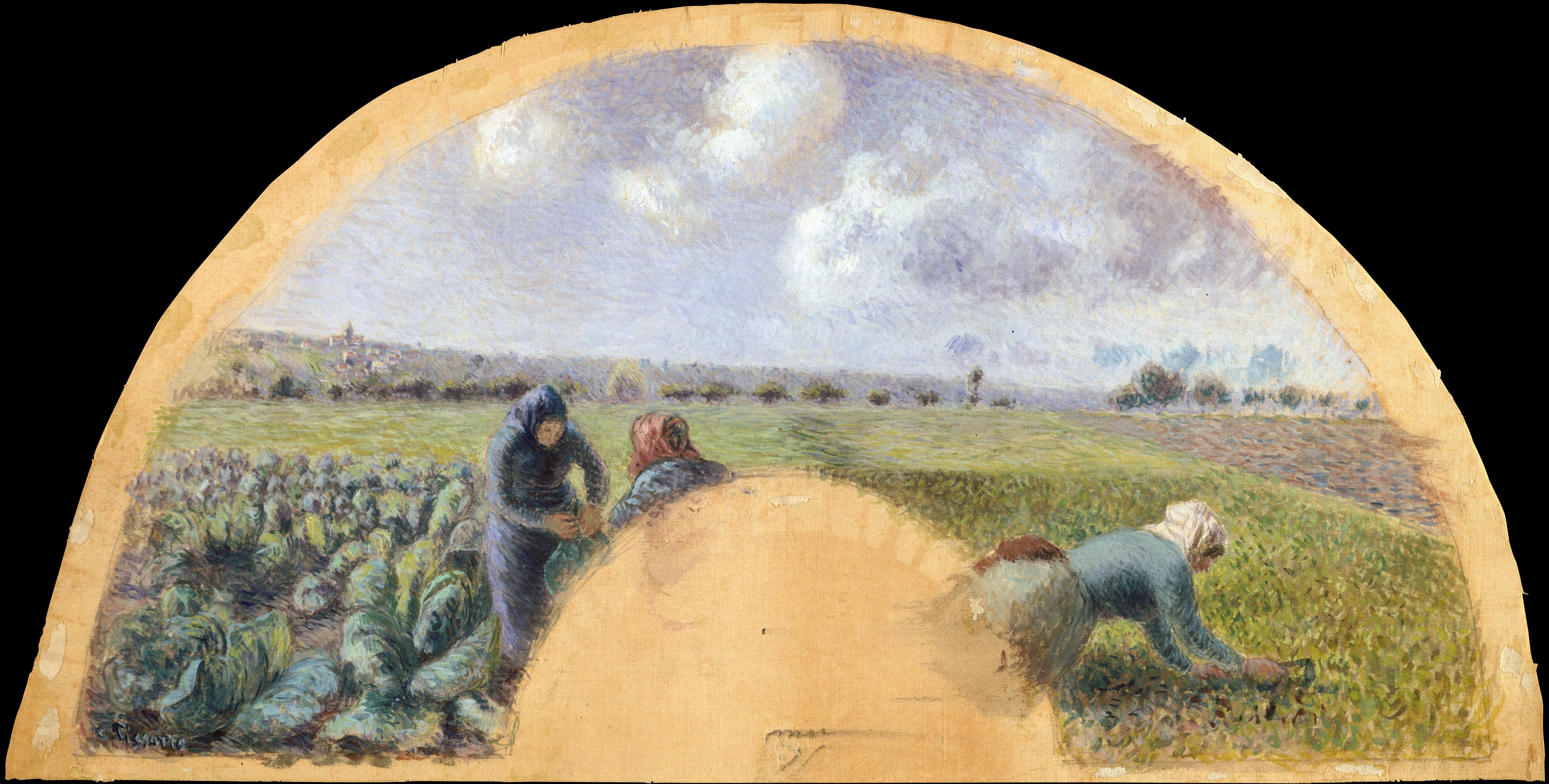
『キャベツを収穫する人々』1878-79年頃。ガッシュ、シルク、16.5 × 52.1 cm。メトロポリタン美術館[81]。第4回印象派展出品か。
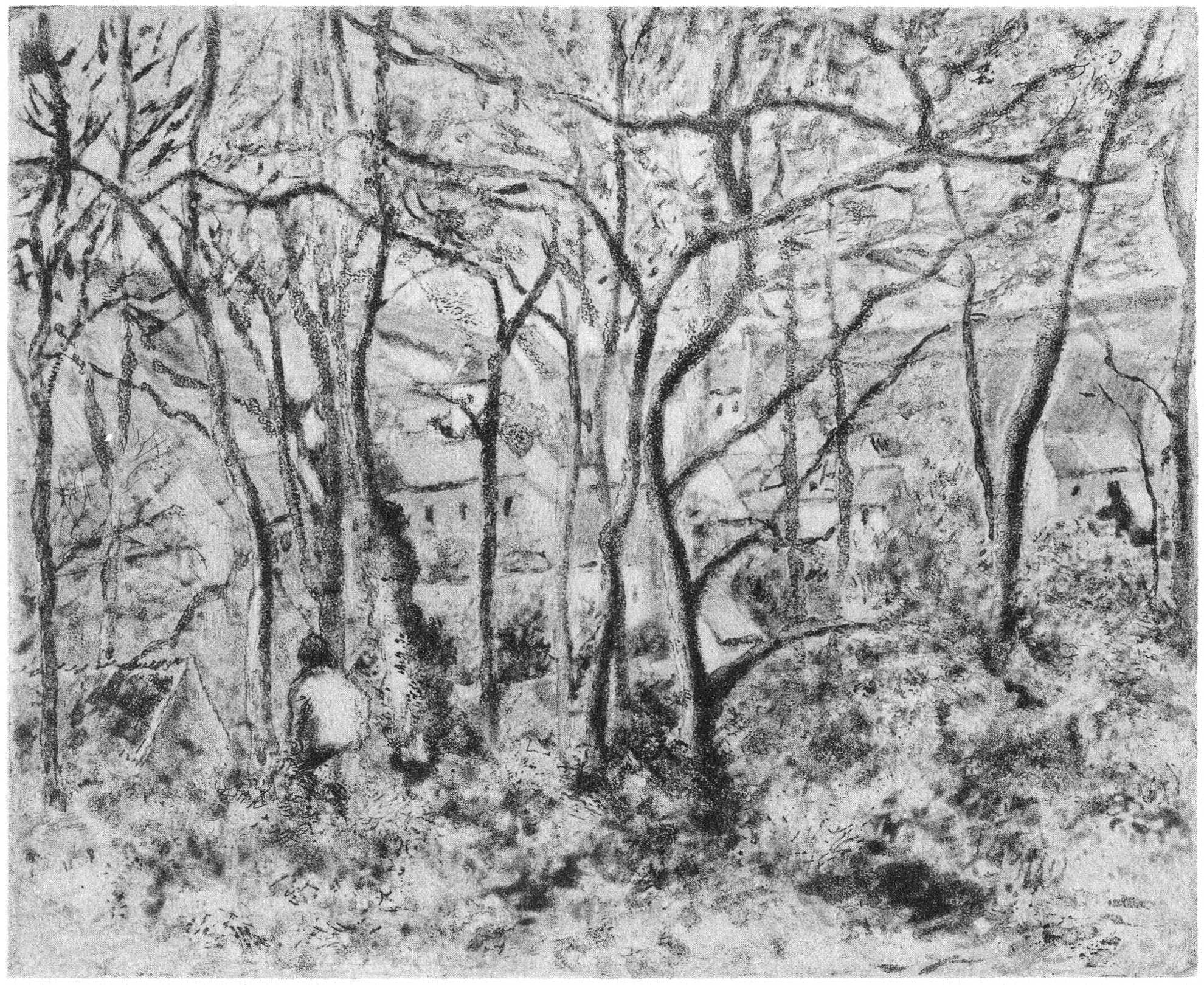
『木陰の風景、エルミタージュ』1879年。エッチング。
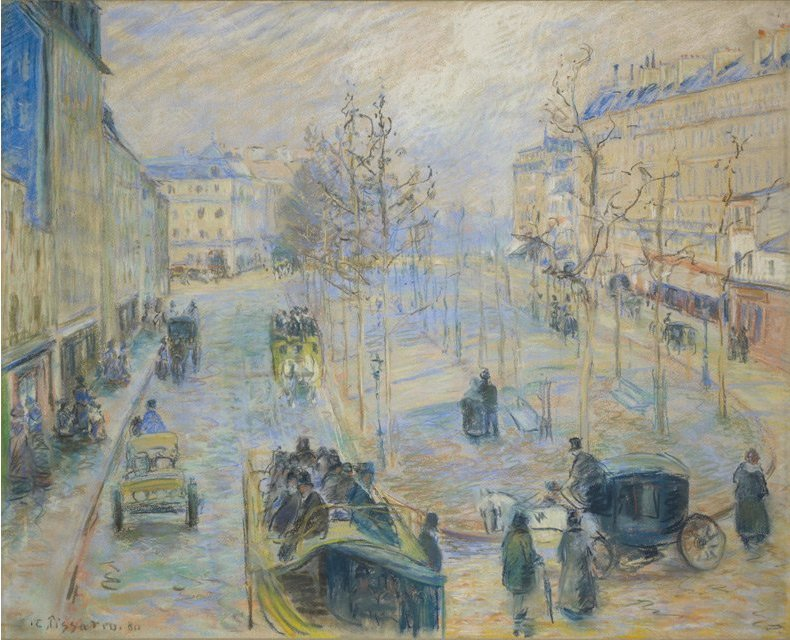
『ロシュシュアール大通り』1880年。パステル、紙、59.9 × 74.2 cm。スターリング・アンド・フランシーヌ・クラーク美術館。

#### 人物画への移行
1882年、第7回印象派展が開かれた。グループ内では、ドガとその仲間、特にジャン＝フランソワ・ラファエリを参加させるかが大きな争いとなった。ピサロもカイユボット、ベルト・モリゾ、モネ、デュラン＝リュエルなどと連絡をとりながら、ドガとの争いを調停しようと努力した。結局、デュラン＝リュエルの周旋により、モネ、ルノワールらが復帰する一方で、ドガは不参加となった。モネ、ルノワール、シスレーの出品作の多くはデュラン＝リュエルの所有であり、ピサロは「デュラン＝リュエルの要員」による展覧会のようだと苦言を呈した。1880年代初頭から、ピサロは従来の風景画家から、人物画家へと移行しており、第7回展には、戸外の人物画を中心とする36点を出品した。しかし、こうした人物画は批評家からジャン＝フランソワ・ミレーの模倣だと批判された。
1882年末、ポントワーズの家の家賃が上がったことから、ピサロ一家はその北西にあるオニーに移った。1883年5月、デュラン＝リュエルがマドレーヌ大通りに新しく開いた画廊で、ピサロの初の個展が開かれ、作品70点が展示された。個展は成功したが、ピサロは印象派の画風に飽き足らないものを感じていた。
1883年10月から11月にかけて、ミュレがホテルを開業したルーアンを訪れ、港の風景を描いた。戸外制作のため、天気が変わると状況が一変してしまい、続きを描くことができなくなるという困難に直面しながらも17枚の絵画を仕上げ、うち7枚をデュラン＝リュエルが購入した。これがピサロの都市シリーズの端緒となった。

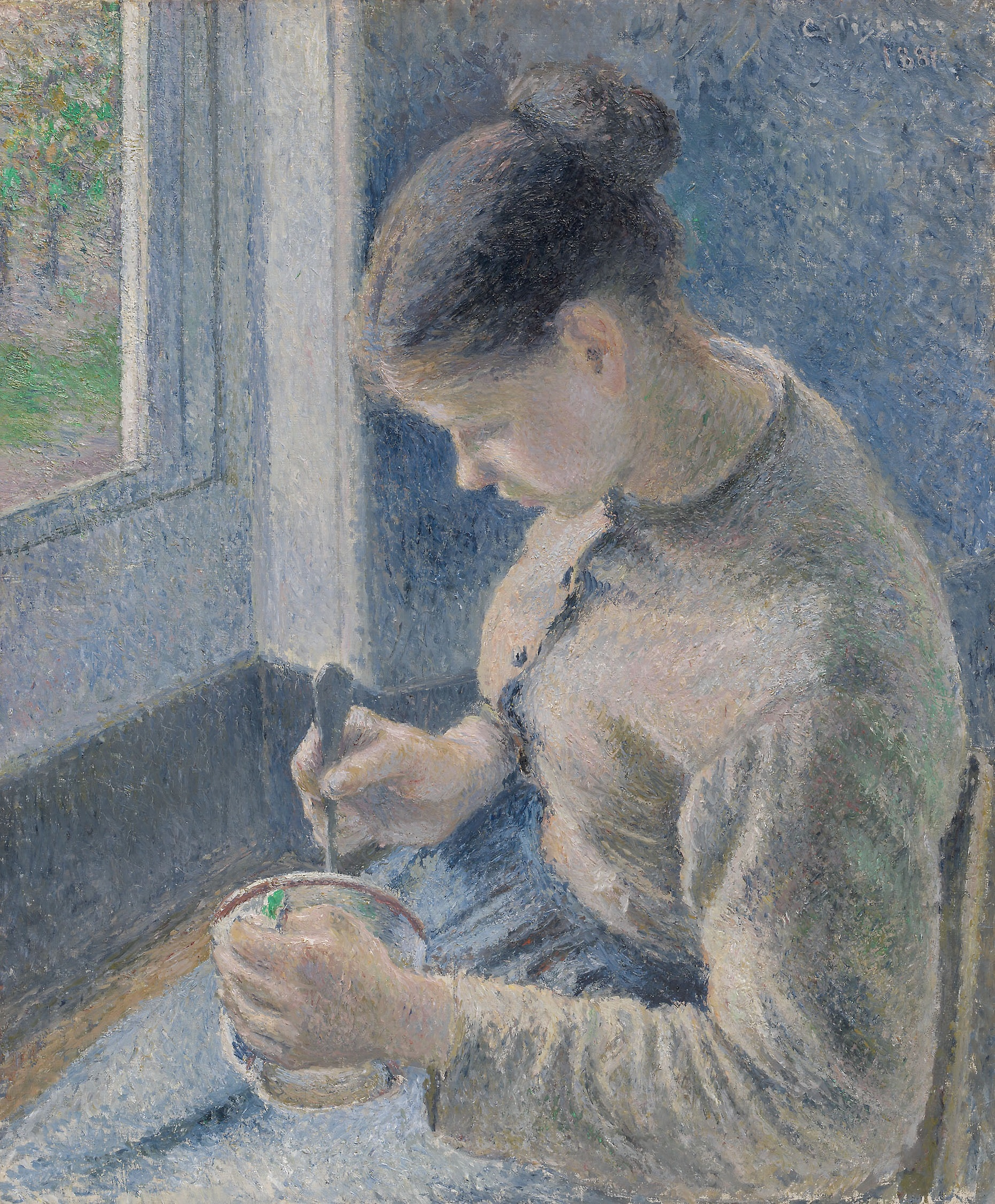
『カフェ・オ・レを飲む若い農婦』1881年。油彩、キャンバス、65.3 × 54.8 cm。シカゴ美術館[89]。第7回印象派展出品。
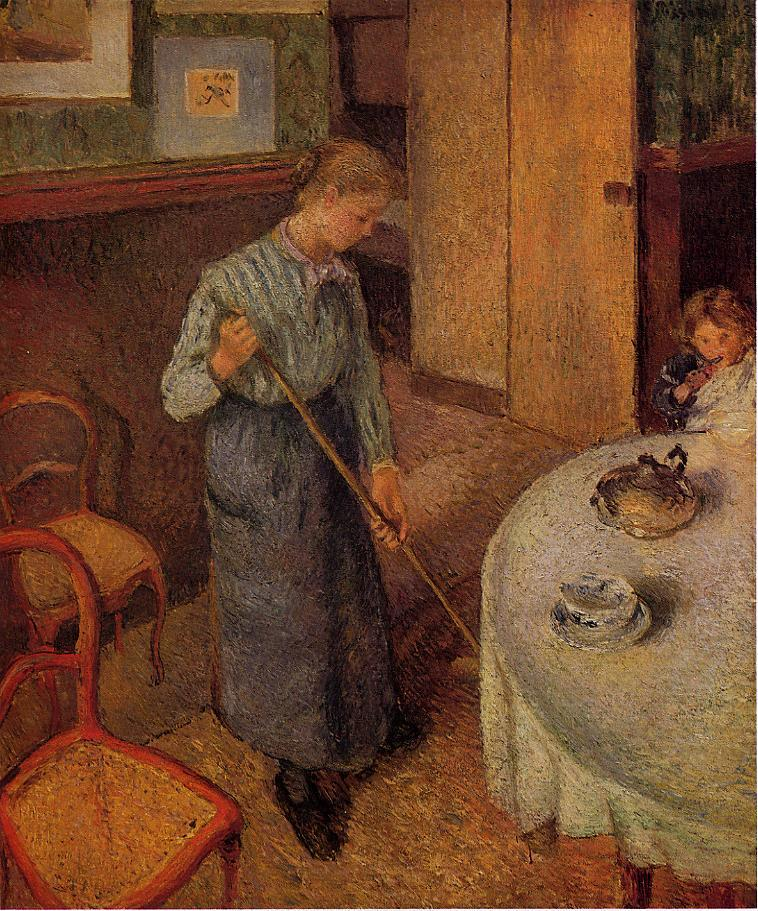
『田舎の幼い女中』1882年。油彩、キャンバス、63.5 × 53 cm。ナショナル・ギャラリー（ロンドン）[90]。
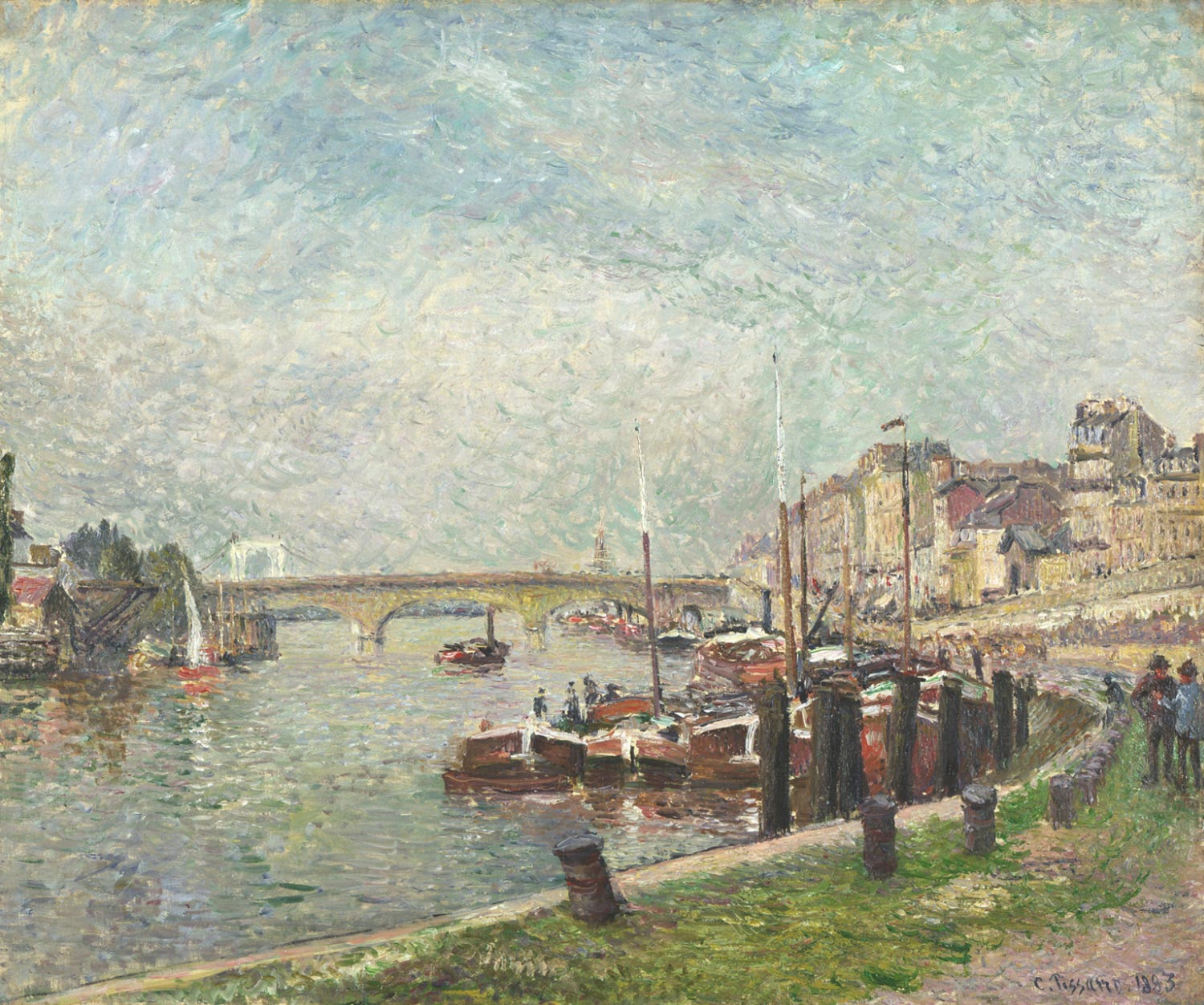
『ルーアンのナポレオン埠頭』1883年。油彩、キャンバス、54.3 × 64.5 cm。フィラデルフィア美術館[91]。

### エラニー（1884年-1903年）

#### 新印象主義の時代

スーラ『グランド・ジャット島の日曜日の午後』1884-86年。

ピサロは1884年4月、セーヌ川の支流エプト川沿いの村エラニー＝シュル＝エプトに移り、その後生涯ここに住んだ。その年8月22日には、最後の子となる第8子（五男）ポール＝エミールが生まれた。
ピサロは1880年代初頭から、細かいタッチを重ねて描く方法を試みていたが1885年3月か4月、ギヨマンの紹介でポール・シニャックと知り合い、次いで10月にシニャックの紹介でジョルジュ・スーラと出会い、大きな影響を受けた。当時、スーラはオグデン・ルードの『近代色彩論』やミシェル＝ウジェーヌ・シュヴルールの『色彩の同時対比の法則』を基に、絵画に光学的理論を取り入れようとし、対象物を小さな色の点に分割した点描を採用し、代表作『グランド・ジャット島の日曜日の午後』を制作中であった。ピサロは、この新印象派が自分の求めていたものだと感じ、これに加わった。
印象派は、絵具をパレットの上で混ぜず小さな筆触をキャンバスの上に並べるという筆触分割の手法を生み出していた。これにより、絵具を混ぜて色が暗くなってしまうことを防ぎながら、視覚的には筆触どうしの色が混ざって見えるという効果が得られた。しかし、印象派は、感性に基づいて筆触を置いていたのに対し、新印象派は、理論的・科学的に色彩を分割しようとした。ピサロはこれによって筆触の色の濁りや不鮮明さから逃れることができると考え、昔の仲間たちを「ロマン主義的印象主義者」、スーラやシニャックを「科学的印象主義者」と呼んだ。
デュラン＝リュエルは1886年4月、ニューヨークで「パリ印象派の油絵・パステル画展」を開き、ピサロの作品40点もその中に含まれていた。この展覧会は、アメリカの収集家が印象派に関心を持ち始める契機となった。ピサロはデュラン＝リュエルに依頼して、ギヨマン、スーラ、シニャックの作品を加えてもらった。
同じ年、最後のグループ展となる第8回印象派展が開かれた。ピサロはこの展覧会に際し、画商ではなく画家たち自身の主導によって行われるべきこと、また、ギヨマン、スーラ、シニャック、ゴーギャンを参加させることを主張した。ドガはこれに同意したが、モネは画商ジョルジュ・プティの国際美術展に参加を決めていた上、新印象派にも否定的であり、グループ展への不参加を決めた。ルノワール、カイユボット、シスレーも、モネに同調して参加を見合わせた。その後も、新印象派の参加をめぐってはピサロとウジェーヌ・マネとの間で論争があったが、スーラ、シニャック、ピサロという新印象派を別の部屋に展示することで妥協が図られた。最も注目を集めたのは、スーラの『グランド・ジャット島』であった。この第8回展は、実質的には、印象派の展覧会というより、新印象派、象徴派など、新しい運動の出発点になった。
デュラン＝リュエルも、ピサロの新しい画風に否定的で購入作品数は減少した。ピサロも、他の画商や支援者を当たらなくてはならなくなった。1887年5月には、画商ジョルジュ・プティの展覧会に出品した。また、同年から、ブリュッセルの20人展に招待された。加えて、ブッソ・ヴァラドン商会（元グーピル商会）のテオドルス・ファン・ゴッホ（テオ）とも取引をした。テオは1890年、ピサロの個展を開き批評家のアルベール・オーリエも、この個展を見て「この最新の手法によって、驚くべききらめきと揺らめきの効果が出ている。」と称賛した。また、テオから、南仏の病院に入院している兄のフィンセント・ファン・ゴッホの療養について相談を受け、オーヴェル＝シュル＝オワーズに住む医師ポール・ガシェを紹介した。
1890年5月から6月にかけては、息子のジョルジュに会うためイギリスのロンドンを訪れ、『チャリング・クロス橋』など6点を制作し、エラニーのアトリエで仕上げた。
この頃までピサロは点描の手法を用いていたが、余りにも時間がかかる上、買い手からも点描の作品は嫌われるという現実に直面した。長期間アトリエで制作を続けなければならないため、自然から受けた感覚を自由に記録することができず、それはピサロ自身の美学に反した。そして、ピサロは次のように述べ、新印象主義を放棄するに至った。
1891年3月29日にスーラが急死するとピサロは衝撃を受け、「点描主義は、もう終わりだ。……スーラは明らかに、何物かをもたらした。」と述べている。

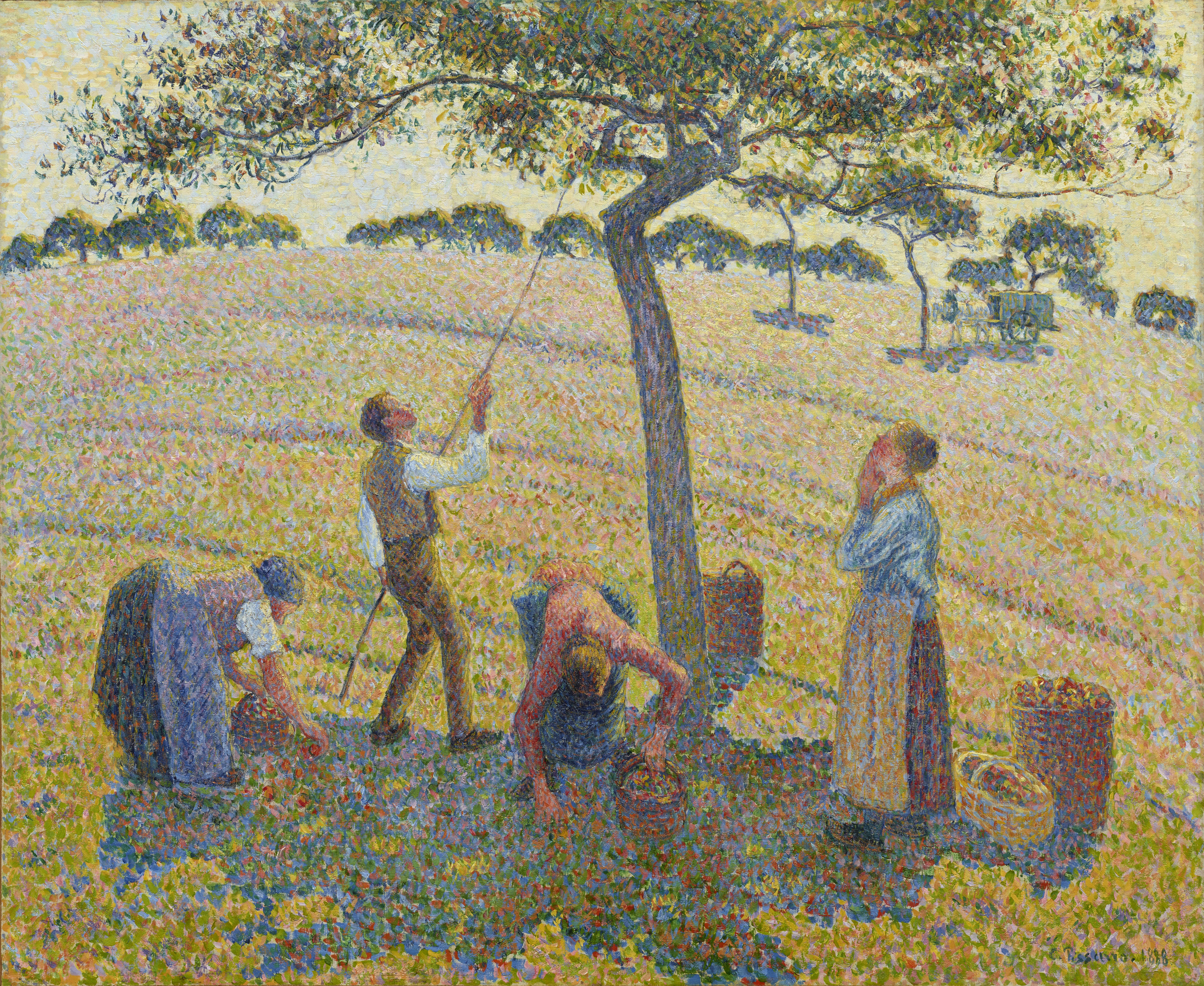
『リンゴの収穫、エラニー』1888年。油彩、キャンバス、61.0 × 74.0 cm。ダラス美術館[113]。
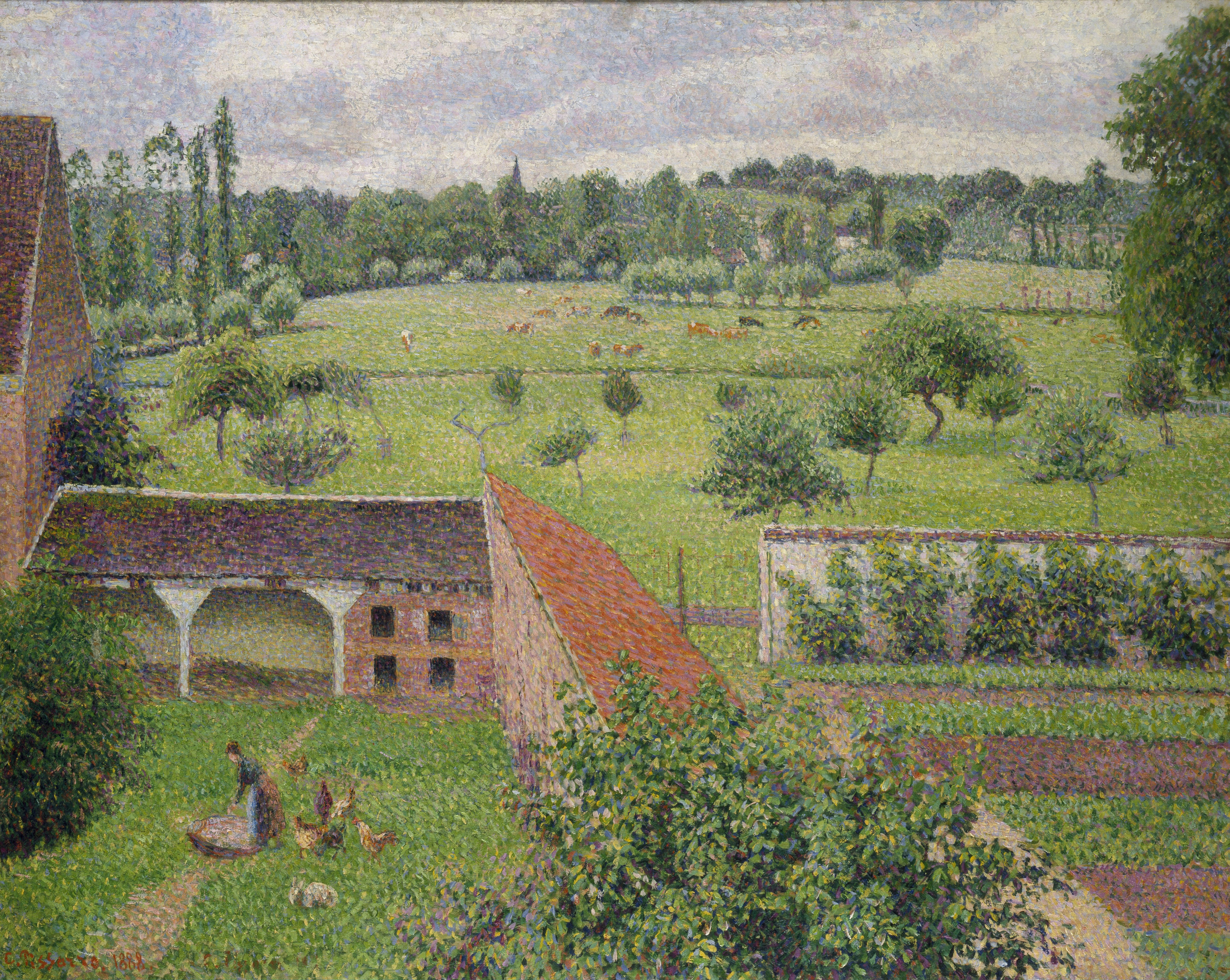
『部屋の窓からの眺め、エラニー』1888年。油彩、キャンバス、65 × 81 cm。アシュモレアン博物館[114]。第8回印象派展出品。
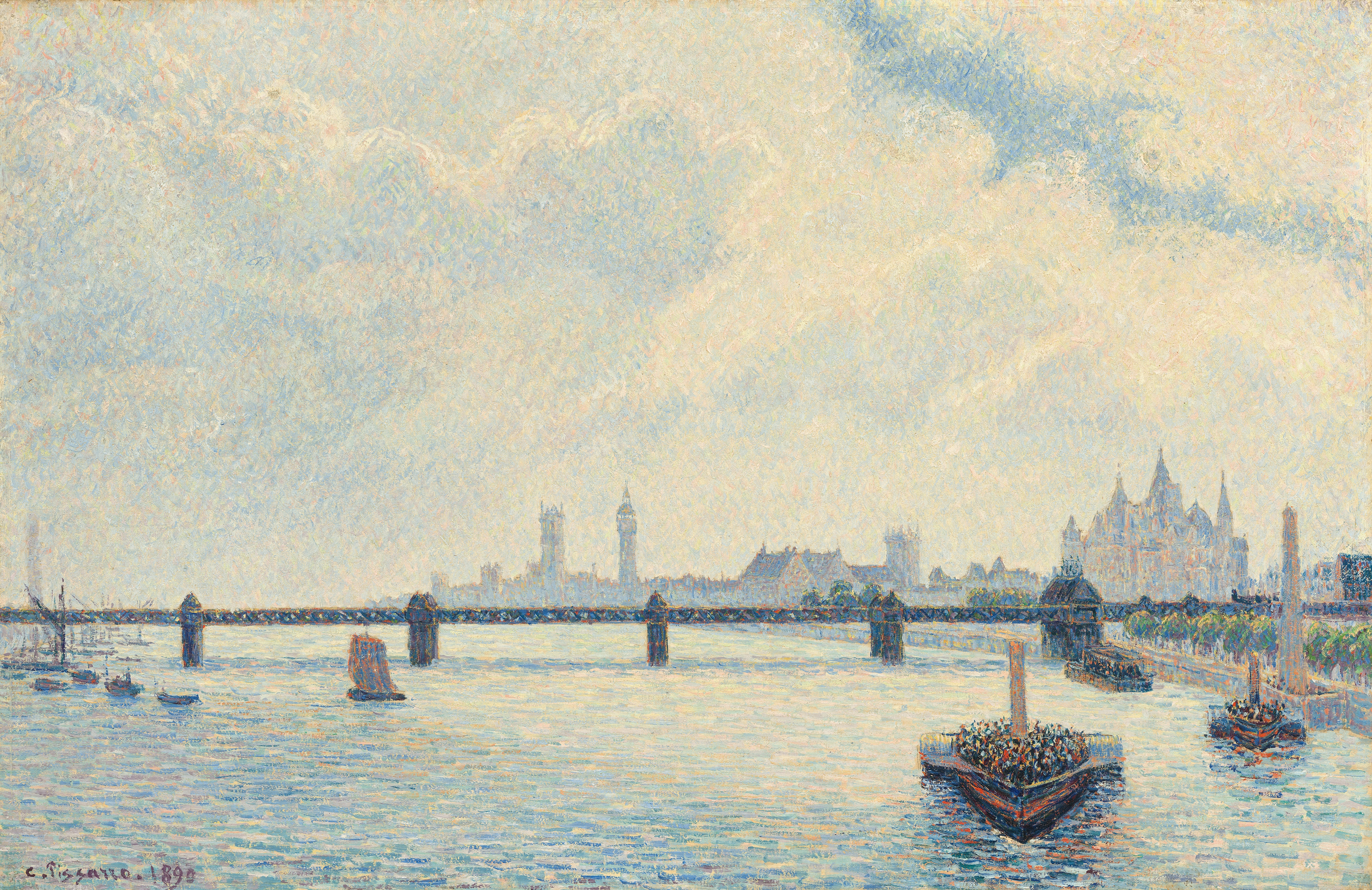
『チャリング・クロス橋』1890年。油彩、キャンバス、60 × 90 cm。ナショナル・ギャラリー（ワシントンD.C.）[115]。
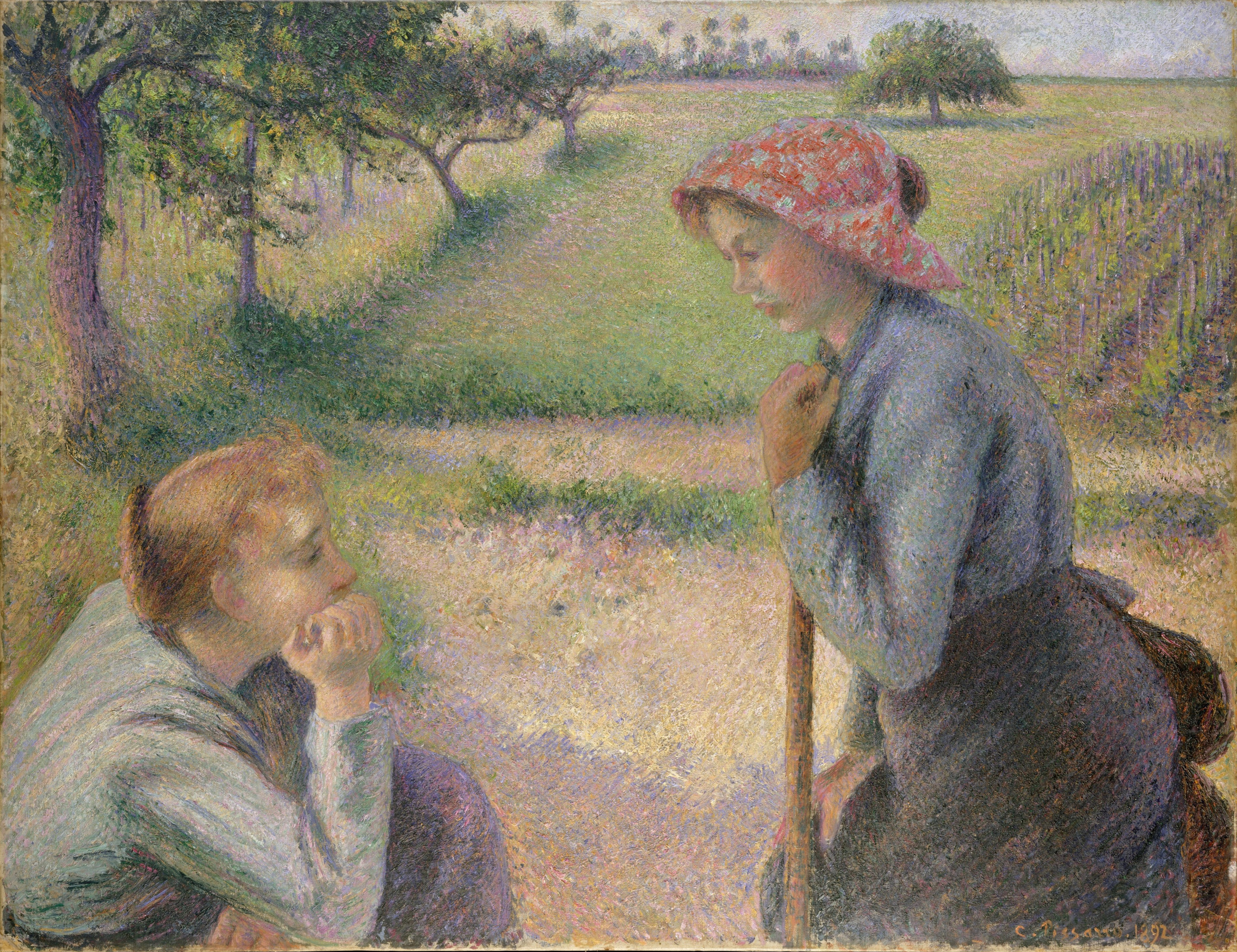
『2人の若い農婦』1891-92年。油彩、キャンバス、89.5 × 116.5 cm。メトロポリタン美術館[116]。

#### 印象主義への回帰、都市シリーズ
1891年1月にブッソ・ヴァラドン商会のテオが亡くなると、デュラン＝リュエルはピサロに「彼が亡くなった今、どうか私を全面的に信頼してください」と取引の再開を申し出た。ピサロはこれに応じ、1892年1月、デュラン＝リュエル画廊で個展を開いた。油彩画50点とガッシュ画21点を展示した。ジョルジュ・ルコントとオクターヴ・ミルボーはこれを絶賛し、作品の売れ行きも好調であった。また、1892年、ピサロは、モネから1万5000フランを借りて、賃借していたエラニーの家を買い取った。この年には、息子リュシアンの結婚に伴ってイギリスを訪れたり、フランス北部レ・ダンの友人ミルボーの家を訪れたりして、それぞれ制作している。
デュラン＝リュエルは翌1893年以降も、パリやニューヨークで継続的にピサロの個展を開き、各国で開いた展覧会にもピサロの作品を展示した。デュラン＝リュエルは、ピサロが生涯で制作した作品の3分の1以上である500点以上の絵画を購入している。
1893年には、眼の病気が悪化し眼科医から埃っぽい街に出ないよう忠告されたことから、パリのサン・ラザール駅前のホテルの部屋にこもって目の前に広がるパリの町を描いた。
1894年6月、ピサロの妻のジュリーと息子のフェリックスとともにベルギーへ旅行し、風車小屋、赤い屋根、砂丘などを描いた。しかしデュラン＝リュエルからは評価されず、ピサロは作品が売れないことを嘆いている。その後、1895年にかけて、エラニーの家で裸婦と浴女の作品を16点描いた。
1894年に亡くなったギュスターヴ・カイユボットがマネ、ドガ、ピサロ、モネ、ルノワール、セザンヌなどの名品を含むコレクションをフランス政府に遺贈したが、アカデミーの反対に遭い、論争の的となった。アカデミズム絵画の泰斗ジャン＝レオン・ジェロームは、「ここには、モネ氏、ピサロ氏といった人々の作品は含まれていないでしょうか？ 政府がこうしたごみのようなものを受け入れたとなれば、道義上ひどい汚点を残すことになるでしょうから。」と述べた。しかし、1896年にようやく、ピサロの作品7点を含め、コレクションの一部が国立のリュクサンブール美術館に収められ、公的な認知が進んだことを示した。
1896年初頭、ピサロはルーアンを再訪し、ホテルの部屋から港の風景を描いた。同年末にもルーアンで制作している。
ピサロは1897年1月以降、再びパリのホテルに滞在し、サン・ラザール通りやモンマルトル大通りのシリーズを制作した。。同年春、ピサロの息子のリュシアンが病気で倒れ、ピサロは看病のためロンドンを訪れた。その年の11月25日には、ロンドンで息子フェリックスが結核で亡くなるという悲劇に見舞われた。11月から翌1898年4月にかけて、ホテルの部屋から、様々な天気の下、オペラ大通り、テアトル・フランセ広場、サン＝トノレ通りを描いた。これらの大通りのシリーズは、同年6月、デュラン＝リュエル画廊で展示され、ギュスターヴ・ジェフロワから高い評価を受けた。
同年（1898年）1月、ドレフュス事件でゾラが『私は弾劾する』を発表すると、フランスの世論は二分された。ユダヤ人であったピサロは、アルフレド・ドレフュスの無罪を信じ、ゾラを支持した。この件を機にピサロはドガとルノワールという友人を失った。ドガやセザンヌは愛国主義の立場から反ドレフュス派に就き、ルノワールは反ユダヤ主義者であるなど、この事件はフランス全体だけでなく印象派グループの中も分断した。

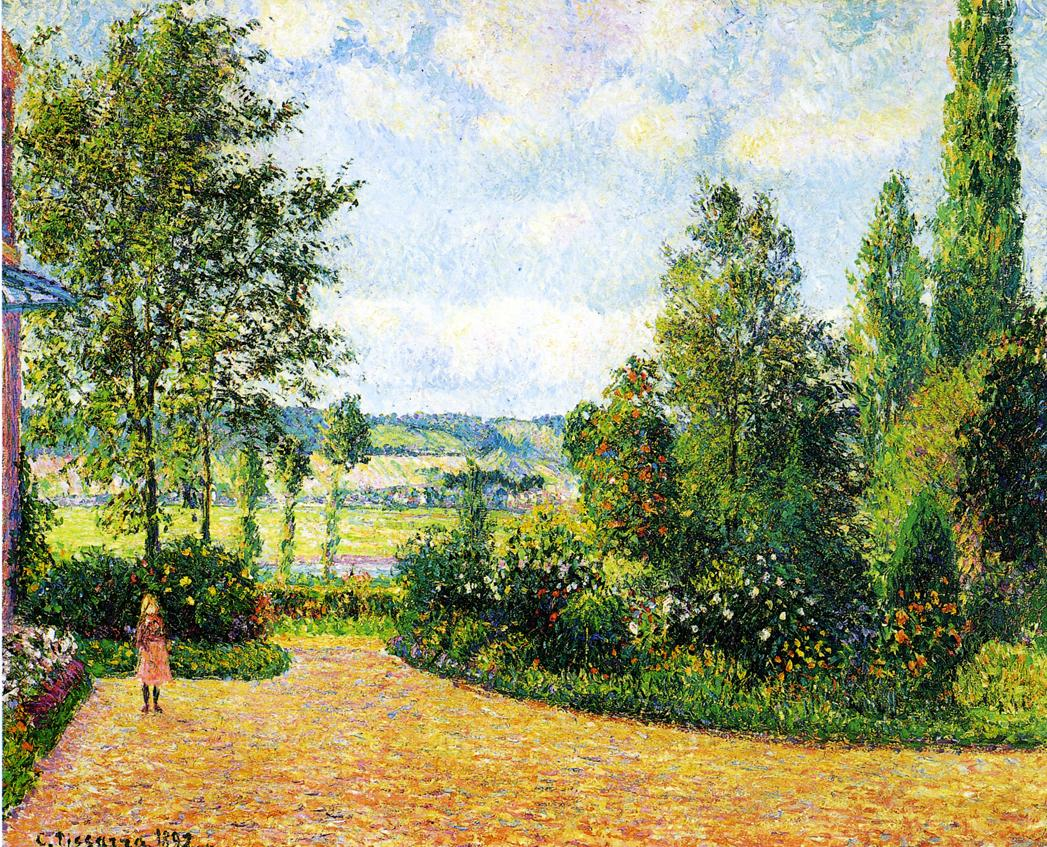
『オクターヴ・ミルボーの庭、テラス、レ・ダン』1892年。油彩、キャンバス、73 × 92 cm。個人コレクション。
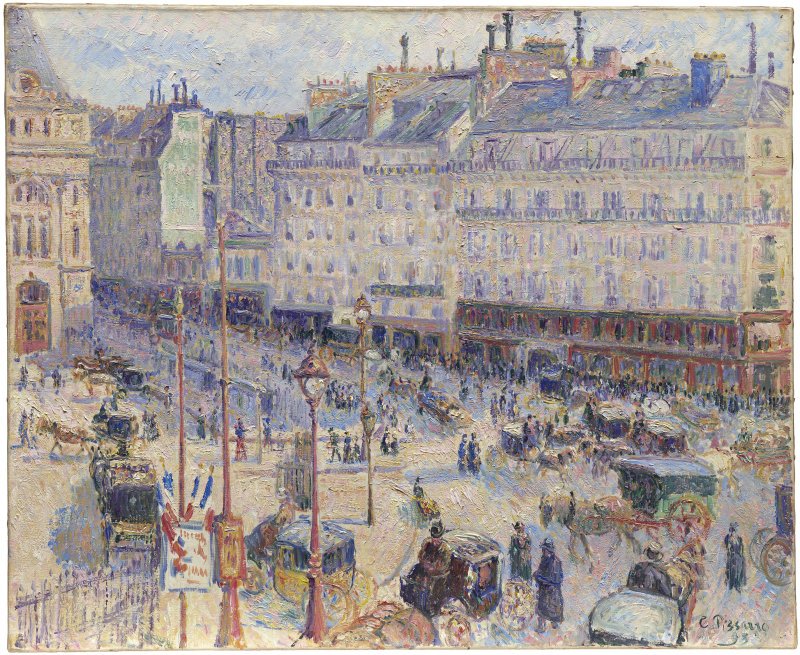
『ル・アーヴル広場、パリ』1893年。油彩、キャンバス、60.1 × 73.5 cm。シカゴ美術館[132]。
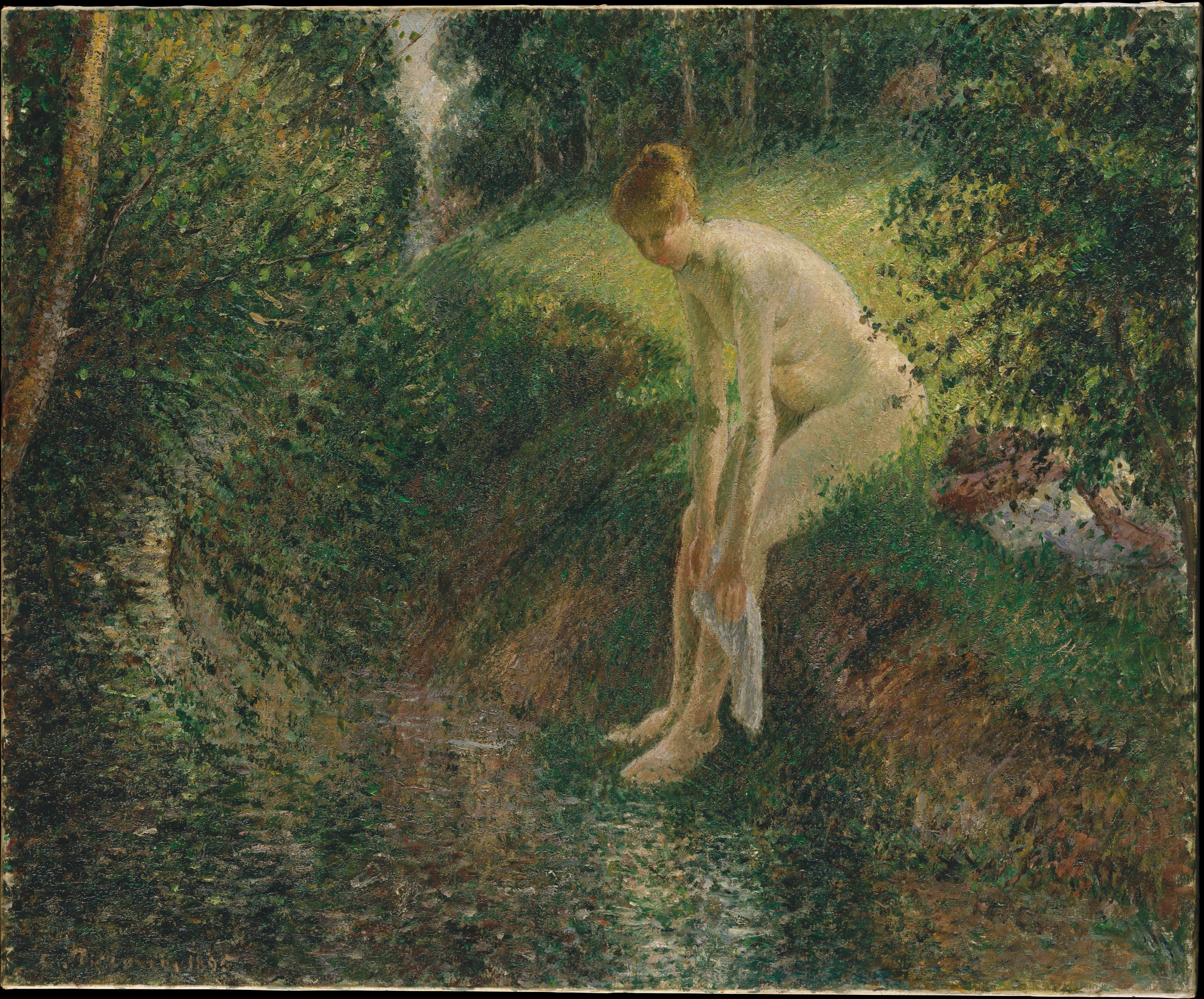
『森の中の浴女』1895年。油彩、キャンバス、60.3 × 73 cm。メトロポリタン美術館。
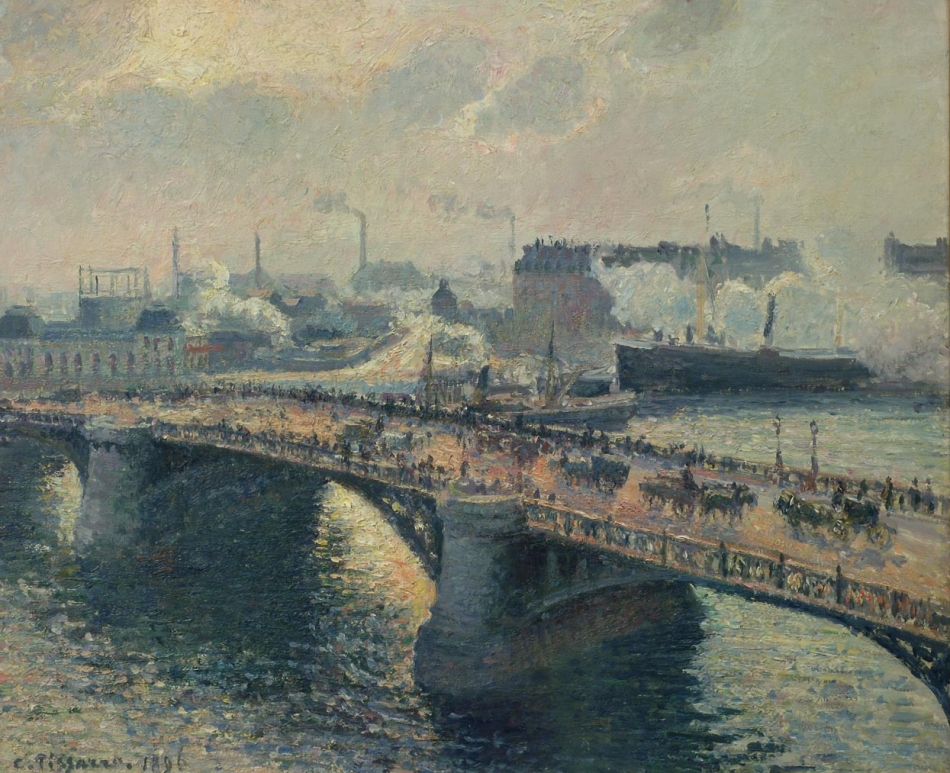
『ルーアンのボワエルデュー橋、日没、霧』1896年。油彩、キャンバス。ルーアン美術館[133]。
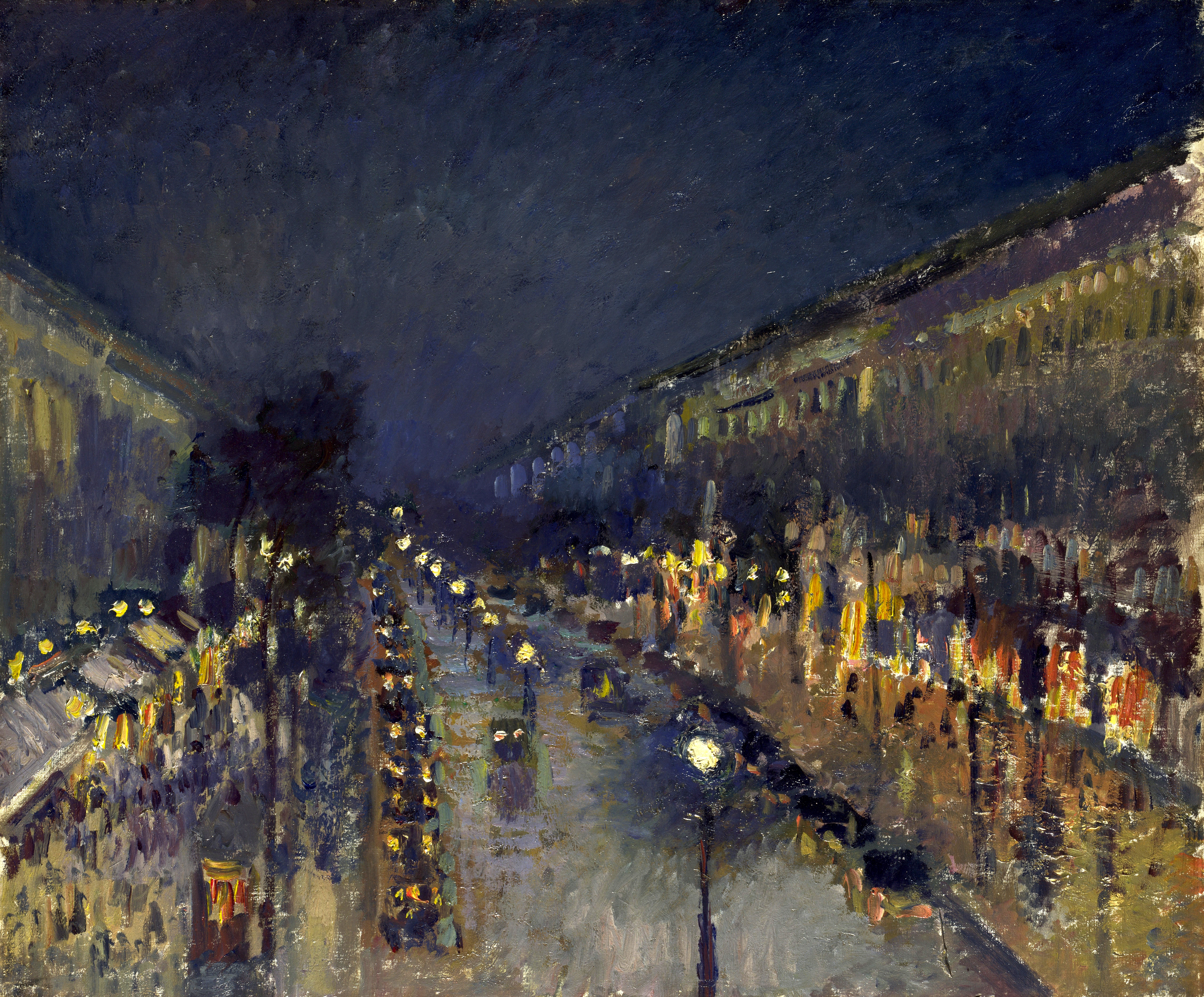
『夜のモンマルトル大通り』1897年。油彩、キャンバス、53.3 × 64.8 cm。ナショナル・ギャラリー（ロンドン）[134]。

#### 最晩年、パリ

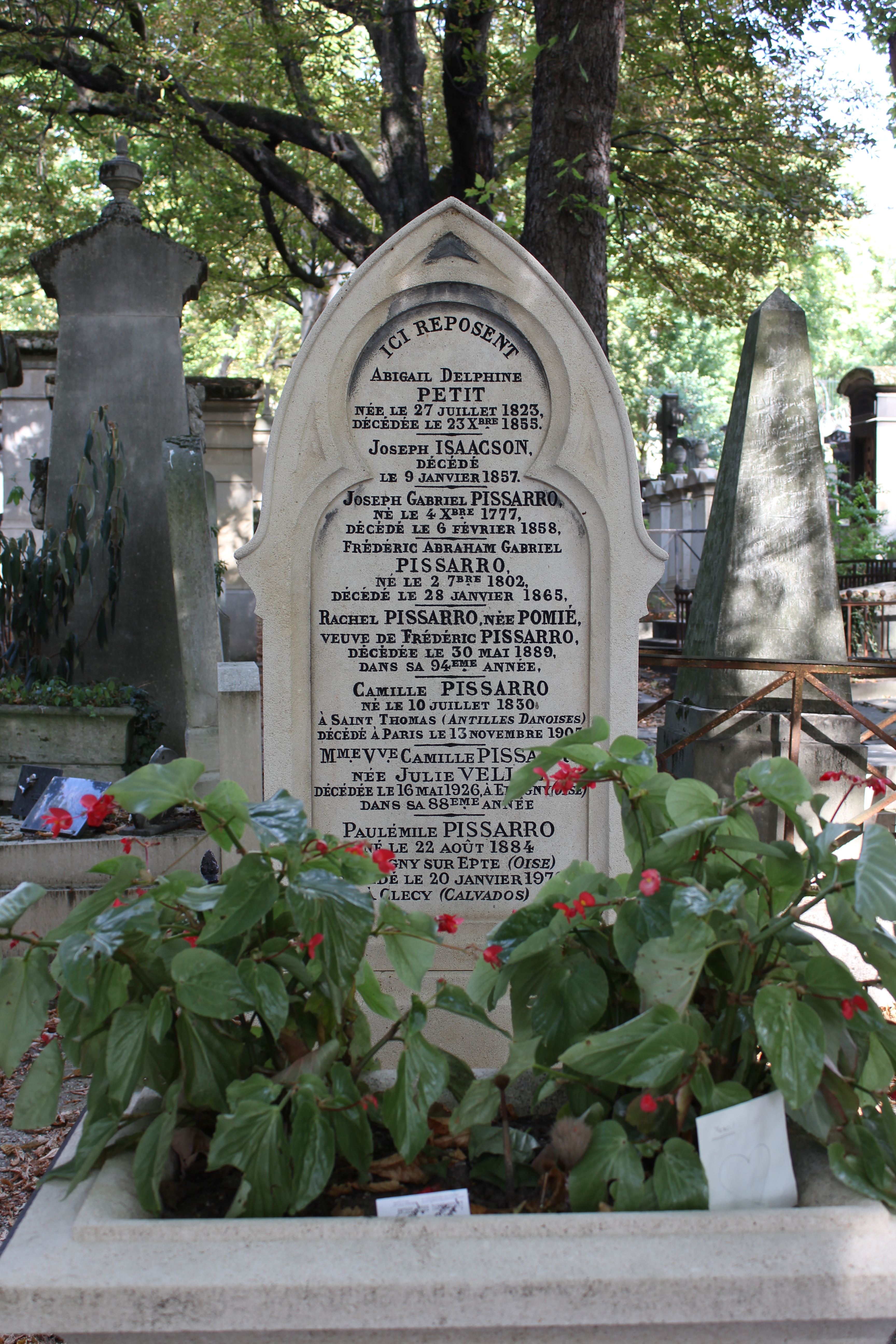
パリのペール・ラシェーズ墓地にあるピサロの墓。

1898年の夏は、ルーアンを再訪したほか、夫婦でフランス東部のブルゴーニュ地方を旅し、妻ジュリーの故郷の町などを訪れた。また、晩年5年間の夏は、ディエップや、ディエップに近いヴァランジュヴィル＝シュル＝メール、ベルヌヴァルを訪れ、田園風景を描いた。1901年、1902年には、息子のジョルジュが住むモレ＝シュル＝ロワンを訪れた。他方、冬の間は家族とともにパリに滞在した。1899年初めには、リヴォリ通りの家に滞在し、異なる時刻や天気の下、テュイルリー庭園を描いた連作（第1シリーズ）を制作し、次の冬には第2シリーズを制作した。1900年3月にはシテ島のドーフィヌ広場に移り、セーヌ川や遠くに見えるルーヴル美術館の景色（第1シリーズ）を描き、翌冬には第2シリーズ、更にその翌冬には第3シリーズを描いた。1903年、最後のパリ滞在時には、ヴォルテール河岸にも部屋を借り、ここから見たロワイヤル橋やカルーゼル橋を描いており、第4シリーズと呼ばれる。
ピサロは1903年の夏をル・アーヴルで過ごした後、10月、パリに戻ったが突然病気に倒れ11月13日、前立腺の感染症で亡くなった。ピサロの遺体はパリのペール・ラシェーズ墓地に埋葬された。葬儀には、モネとルノワールが参列した。

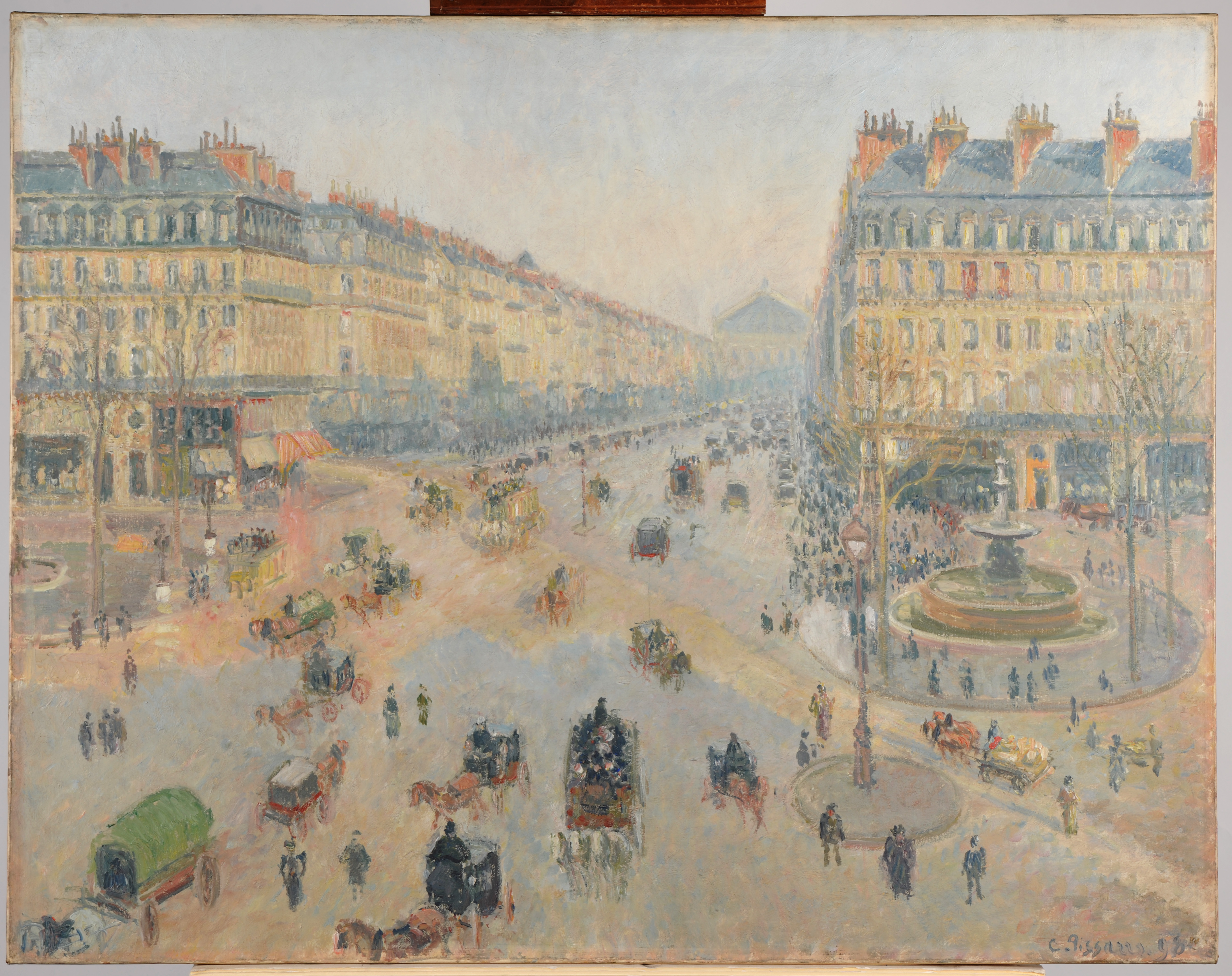
『テアトル・フランセ広場とオペラ大通り、陽光、冬の朝』1898年。油彩、キャンバス、73 × 91 cm。ランス美術館。
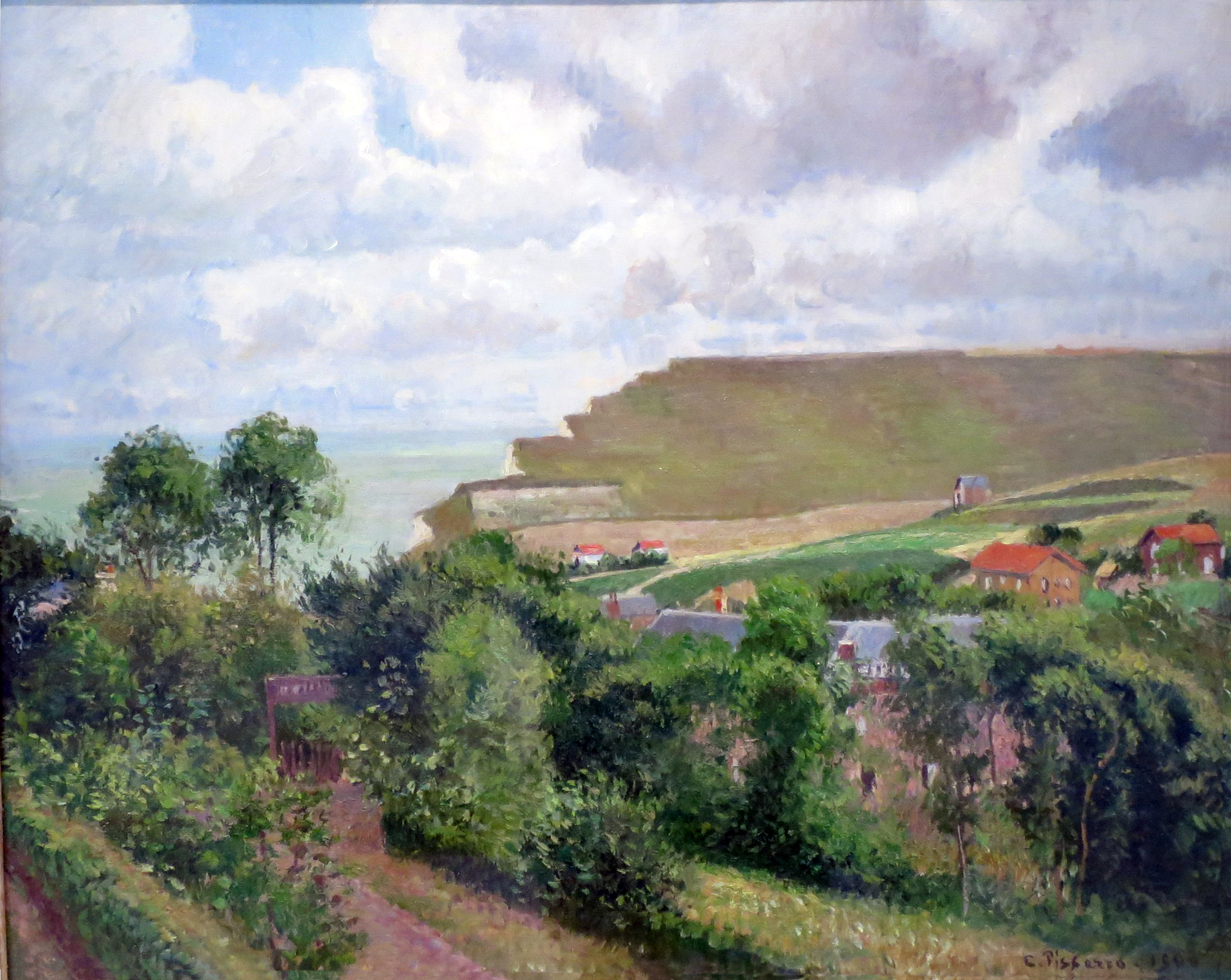
『ベルヌヴァルの眺め』1900年。油彩、キャンバス、73.0 × 92.1 cm。ノートン・サイモン美術館[141]。
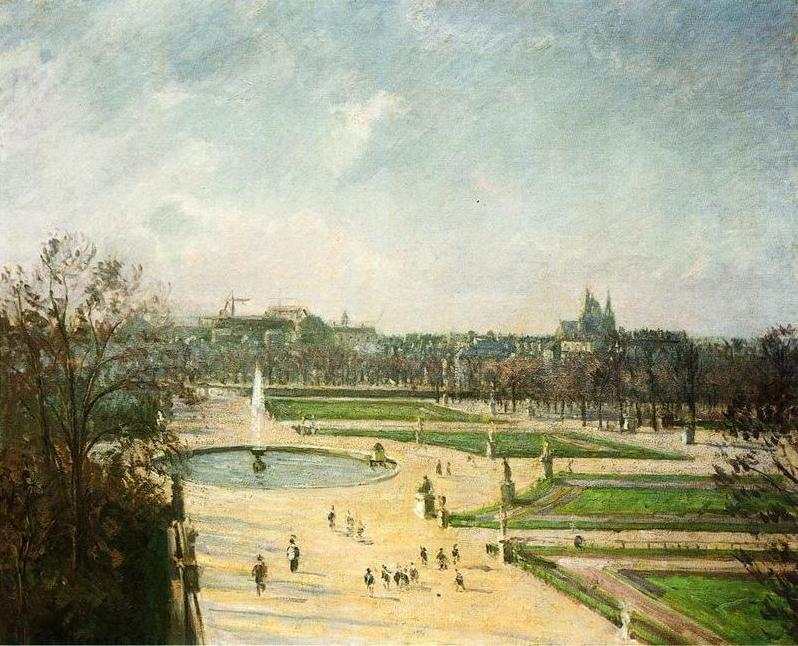
『テュイルリー庭園、朝、陽光』1900年。油彩、キャンバス、73 × 92 cm。イスラエル博物館。
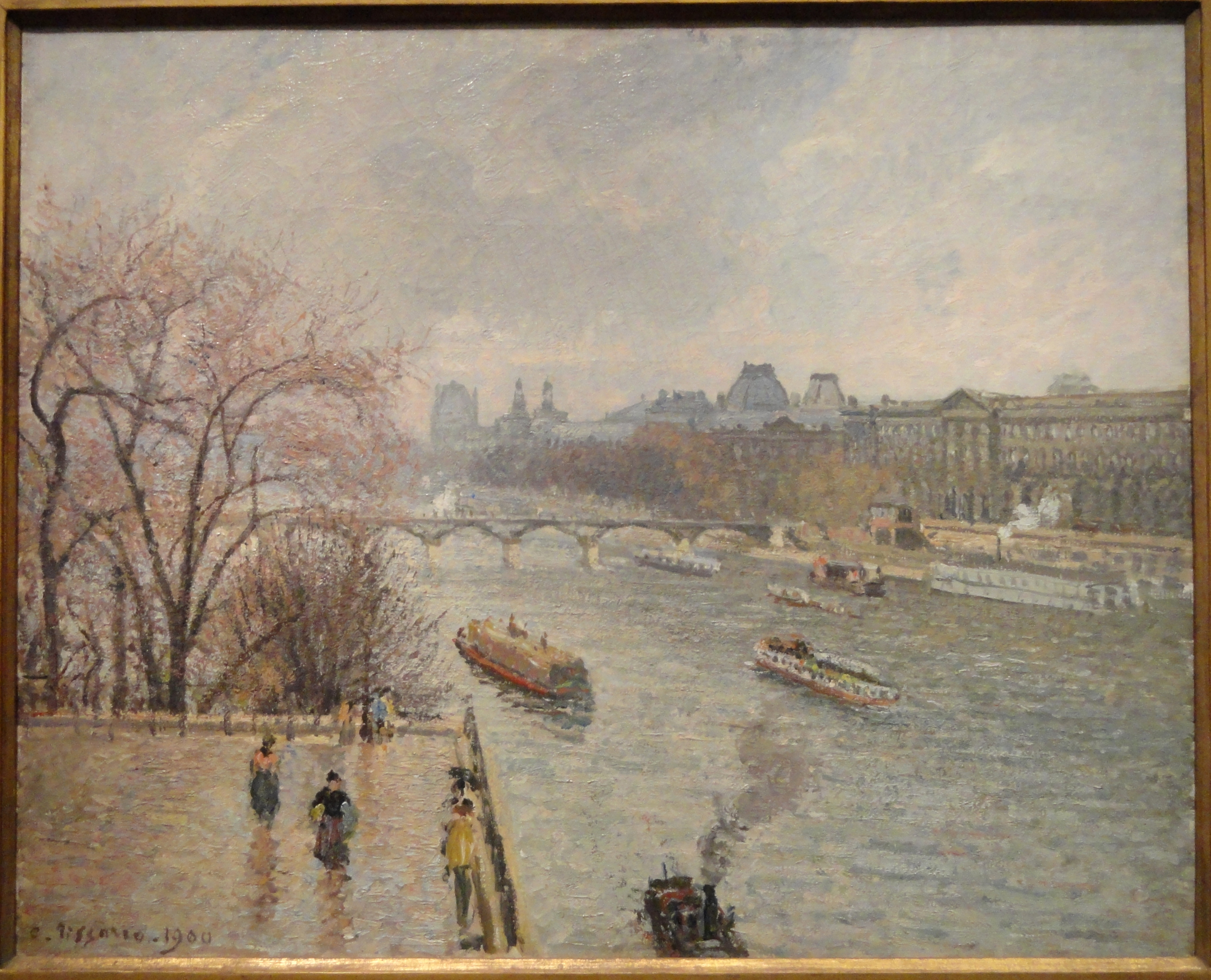
『ルーヴル美術館、午後、雨天（第1シリーズ）』1900年。油彩、キャンバス、66.7 × 81.6 cm。ナショナル・ギャラリー（ワシントンD.C.）[142]。

## 作品
ピサロの初期の作品は、コローの影響を受けたものであったがルーヴシエンヌでモネ、シスレー、ルノワールと戸外制作をするうちに明るい色調となった。もっとも、モネと同じセーヌ川を描いてもラフな筆致のモネに対し、ピサロは写実的描写に徹している。またモネが行楽用の船を取り上げたのに対し、ミレーの農民画に惹かれていたピサロは、近代化される以前の農村風景や労働を好んで取り上げた。テオドール・デュレはピサロに、「あなたには、シスレーの装飾的な感覚も、モネの空想的な眼もないが、彼らにはないものがあります。それは、自然に対する親密で深い感情や筆遣いの力強さであり、その結果、あなたの描く美しい絵には全く決定的な何かがあるのです。」と書いている。ピサロの作品には、自然に対する謙虚な洞察と詩情が見られる。
1880年代後半にはスーラに感化され新印象派の手法を追求したが、限界を感じ1890年代初めにこれを放棄した。
ピサロは1893年頃からパリ、ルーアン、ル・アーヴル、ディエップの都市の情景を描くようになった。ピサロの関心が都市に向かった理由としては、ヴェネツィアの都市風景画や日本の浮世絵を見たこと、都市生活に対する関心、経済的動機、モネら印象派の仲間との交友の再開などが挙げられている。パリの風景は、(1)サン・ラザール駅界隈のもの（1度目は1893年、2度目は1897年初頭）、(2)テュイルリー公園の連作（1900年頃）、(3)セーヌ川にかかるポンヌフの橋（1900年-01年）に分かれる。